# Onomastica germanica
L'onomastica germanica comprende una vastissima schiera di nomi originatisi all'interno delle lingue germaniche, quelle cioè parlate dalle tribù che dalla Scandinavia andarono a stabilirsi nell'Europa centrale.

## Diffusione
Olandese (basso franco)
     Frisone (anglosassone)
     Inglese (anglosassone)
     Scozzese (anglosassone)
     Basso tedesco (sassone)
     Tedesco centrale (alto tedesco)
     Tedesco superiore (alto tedesco)
     Danese (scandinavo orientale)
     Svedese (scandinavo orientale)
     Norvegese (scandinavo occidentale)
     Faroese (scandinavo occidentale)
     Islandese (scandinavo occidentale)
     Linea che divide le lingue germaniche settentrionali da quelle occidentali.

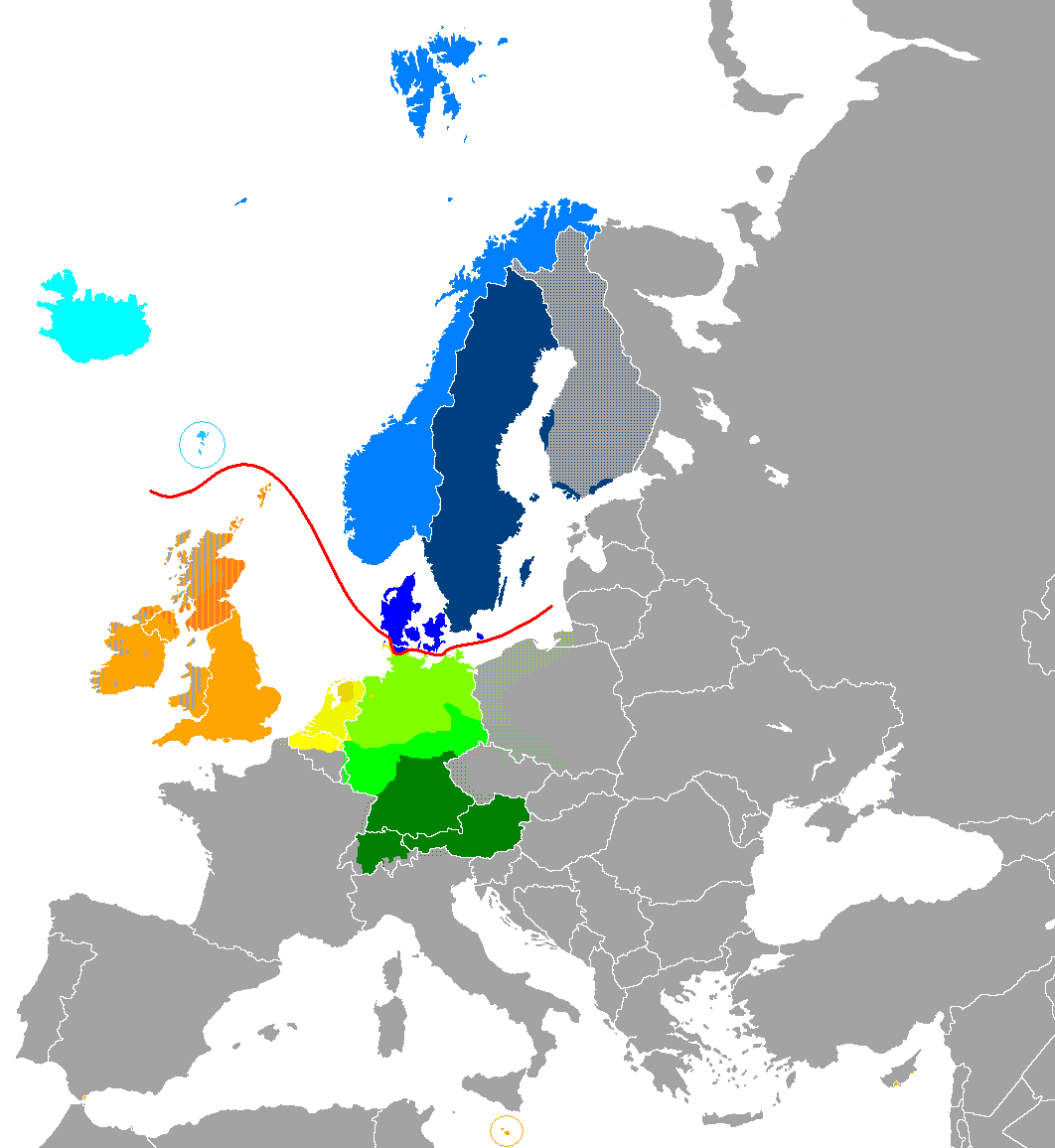
Le lingue germaniche in Europa.
Germanico occidentale:
Olandese (basso franco)
Frisone (anglosassone)
Inglese (anglosassone)
Scozzese (anglosassone)
Basso tedesco (sassone)
Tedesco centrale (alto tedesco)
Tedesco superiore (alto tedesco)
Germanico settentrionale:
Danese (scandinavo orientale)
Svedese (scandinavo orientale)
Norvegese (scandinavo occidentale)
Faroese (scandinavo occidentale)
Islandese (scandinavo occidentale)
Linea che divide le lingue germaniche settentrionali da quelle occidentali.

I nomi germanici cominciano ad essere documentati sin dal I secolo, nelle persone di Arminio e di sua moglie Thusnelda (e dei loro familiari); va citato inoltre l'Elmo di Negau, risalente circa al 400 a.C., nella cui iscrizione, scritta in etrusco, alcuni studiosi hanno identificato un nome germanico, "Harigast"; se l'ipotesi fosse corretta, esso sarebbe tra i più antichi nomi germanici documentati.
Successivamente, molti nomi sono attestati nei poemi epici germanici scritti fra il IV e il VII secolo, e anche il periodo medievale ne apporta una grande quantità. L'avvento del cristianesimo presso le tribù germaniche segnò, nella maggioranza dei casi, l'eliminazione dei nomi pagani, alcuni dei quali però continuarono ad essere usati, sebbene il loro significato fosse ignoto ai più. Inoltre, i nomi tipicamente cristiani (di origine perlopiù ebraica, greca e latina) cominciarono a diffondersi nei paesi germanici, partendo prima dalle classi sociali più elevate e venendo poi adottati dal popolo.

### Presenza attuale
Nonostante i nomi germanici costituiscano tuttora una larga fetta dell'onomastica europea, si tratta di una percentuale molto piccola della sterminata varietà che era in uso nel Medioevo; ad esempio, dei nomi originatisi all'interno dell'ambito inglese antico ben pochi sono giunti ai giorni nostri in maniera cospicua (fra i più diffusi, Edoardo, Edmondo, Alfredo e Aroldo).
Maggiormente diffusi nelle zone di origine - e a volte lì confinati, come la maggioranza dei nomi norreni i cui discendenti sono ad oggi usati in Scandinavia - , molti nomi germanici si sono sparsi oltre tali confini a seguito di contaminazioni culturali (invasioni e periodi di dominazione da parte di tribù germaniche): per esempio, nomi come Alonso e Rodrigo, assai diffusi nella penisola iberica, sono un lascito dei Vandali; adattamenti di nomi tipicamente scandinavi si trovano ad esempio in Russia, con Igor, Olga e Gleb.

## Caratteristiche
Presso le tribù germaniche, erano in vigore regole specifiche per la creazione e la scelta di un nome: tali norme erano rispettate nei nomi germanici più antichi, ma col passare del tempo smisero di essere così ferree, quindi diversi nomi germanici tardi non rispondono più a queste linee guida.

### Uso e conferimento
Come prima cosa va premesso che, ai tempi delle tribù germaniche, la differenza fra un nome e un soprannome era piuttosto labile; inoltre, non esistevano i cognomi: il loro compito veniva occasionalmente svolto dai patronimici, ma anche laddove non ce ne fossero la varietà di nomi era talmente ampia che le omonimie erano rare.
La scelta del nome da parte dei genitori di un bambino, piuttosto che dipendere da caratteristiche fonetiche, aveva valore augurale o spirituale: frequentemente i genitori apponevano ai loro figli nomi che intendevano essere di buon auspicio, come ad esempio Gerhard (composto da ger, "lancia", e hard, "coraggioso") se desideravano che il figlio divenisse un bravo lanciere. Il nome apposto alla nascita non necessariamente era quello che si portava tutta la vita: se esso strideva con la personalità o l'occupazione dell'individuo, era usanza comune cambiarlo, scegliendone uno che lo descrivesse più correttamente. Ciò implica anche, ad esempio, che non era possibile formare nomi femminili contenenti elementi riferiti ad armi: poiché alle donne non era permesso portare armi, era insensato dare ad una figlia un nome che vi si riferisse. Tuttavia, potevano essere inseriti elementi facenti riferimento alla guerra in generale, come gunþjo, wig e hildjo (quest'ultimo particolarmente diffuso). Un ulteriore dettaglio è che alcuni elementi erano "riservati" a persone di alto lignaggio: ad esempio, dei popolani non avrebbero mai usato elementi come rik (o reihs, reik, "governare", "dominare") o þeudo ("capo del popolo", "popolo") per il proprio figlio, che erano invece scelti da chi effettivamente aveva una posizione di comando.
Altra cosa da tenere in considerazione era che le tribù germaniche credevano nella reincarnazione, e secondo le loro credenze gli antenati defunti di una famiglia si "reincarnavano" nei nuovi nati: non era quindi raro, per un genitore, scegliere il nome di un parente deceduto molto caro con il quale battezzare il proprio figlio, così da "invitare" quell'avo in particolare a rivivere nel bambino.
A fianco dei nomi, nell'onomastica germanica sono presenti anche gli epiteti, cioè soprannomi descrittivi che venivano solitamente imposti da altri (sia amici che nemici); difficilmente una persona si riferiva a sé stessa con il proprio epiteto, che non era mai pronunciato in sua presenza.

### Tematiche
| |  |
| |  |
| |  |
| |  |
| Alcuni animali richiamati in numerosi nomi germanici: lupo (vulf-olf), orso (bera-berin), aquila (arn-ari), cinghiale (ebur-eofor), corvo (hraban-hramn), serpente (lind-lint), gufo (ul-uli) e cavallo (hors-hros). |  |

La cultura delle tribù germaniche dava grande valore alla guerra, al combattimento, alla forza e al coraggio, cosa che si rifletteva nella loro onomastica: sono moltissimi i nomi, tanto fra i maschili quanto fra i femminili, che richiamano questi aspetti della vita. Assai diffusi erano anche nomi contenenti elementi che indicavano animali rappresentativi di virtù care ai popoli germanici, come la forza o il coraggio.
A fianco ad essi, nell'onomastica germanica si conta un certo numero di nomi teoforici, facenti riferimento cioè a divinità o ad altri esseri soprannaturali come gli elfi. In tali casi, il nome doveva essere usato in combinazione con un altro elemento, poiché portarlo da solo sarebbe stato arrogante, se non blasfemo: tra i più frequenti fra i nomi scandinavi si ricordano quelli che richiamano il dio Thor (come Thorvald) e quelli riferiti al dio Yngvi (come Ingrid). Questa pratica in particolare era dovuta a diverse credenze, come quella che un nome teoforico portava salute e longevità e che se qualcuno avesse invocato un dio per una maledizione, essa non avrebbe colpito le persone il cui nome richiamava quel dio.
Con la cristianizzazione dei popoli germanici, avviatasi fra il III e il IV secolo, elementi tipici della nuova religione si fecero strada nell'onomastica germanica, rimpiazzando i nomi con riferimenti pagani preesistenti (ad esempio, fra i Franchi occidentali sono attestati crist e pasc, riferiti a Cristo e alla Pasqua). Alcuni dei nomi pagani vennero riletti in chiave cristiana: ad esempio, quelli contenenti l'elemento god ("dio"), prima riferito a una divinità generica, e poi inteso come richiamo al Dio cristiano.

### Struttura e composizione
La quasi totalità dei nomi germanici era "ditematica", cioè composta da due elementi. Si contano rare eccezioni, con nomi composti da tre o da un elemento, comunque molti di questi ultimi erano in realtà ipocoristici, cioè abbreviazioni di nomi regolarmente ditematici, anche se in non pochi casi determinare quale fosse il nome di partenza è impresa ardua.
Al netto delle interpretazioni moderne, generalmente i nomi germanici non avevano un significato complessivo ben definito, ma la scelta degli elementi che andavano a comporre un nome era comunque regolata da norme ben precise. Innanzitutto, i due elementi che componevano un nome non erano scelti o disposti a caso: alcuni potevano stare solo al primo posto, altri solo al secondo, altri ancora potevano stare in entrambi. Mentre il primo elemento era scelto liberamente, il secondo doveva accordarsi col genere del nascituro: le antiche lingue germaniche (similmente all'odierno tedesco) avevano parole maschili, parole femminili e parole neutre. Ne consegue che per il secondo elemento di un nome maschile poteva essere solo un termine maschile, femminile per un nome femminile, mentre le parole neutre potevano stare solo al primo posto. In alcuni casi, al secondo posto venivano inseriti semplici suffissi indicanti il genere. Vi erano ulteriori regole di composizione, ad esempio il secondo elemento non poteva cominciare con una vocale, se il primo elemento terminava con una "z" essa veniva troncata, e i due elementi non potevano cominciare o finire con la stessa sillaba.

### Identificazione dei nomi
I nomi germanici sono più o meno suddivisibili in scandinavi (lingua norrena), anglosassoni (inglese antico), continentali (lingua franca, alto tedesco antico e basso-tedesco) e germanici orientali (fra i quali i nomi dei Goti, dei Vandali e dei Suebi). Tra queste categorie potevano svilupparsi nomi imparentati, ovvero costituiti da termini dei diversi gruppi linguistici corrispondenti fra loro: un esempio è il nome germanico Ansigar (oggi Anscario), che aveva un imparentato norreno in Ásgeirr e uno anglosassone in Osgar.
Identificare correttamente la forma originale e la composizione di un nome è spesso difficile, in primo luogo a causa delle abbreviazioni e delle variazioni subite durante l'Alto Medioevo, e poi anche perché molti nomi si sono confusi tra loro per l'estrema somiglianza (come è avvenuto, ad esempio, per Ataulfo e Adolfo, o per Ulrico e Ulderico). Questo problema è stato in alcuni casi acuito da tradizioni come quella diffusa fra i Sassoni, dove era frequente trovare fratelli o sorelle con un nome quasi identico, che magari differivano per un solo elemento, foneticamente simile; tra le tribù scandinave questa era addirittura un'usanza di nomenclatura diffusa, attribuire cioè a tutti i propri figli nomi che cominciavano o terminavano con il medesimo elemento (generalmente ripreso dal nome di uno dei genitori).

## Elementi
Di seguito una lista parziale degli elementi con cui potevano essere composti i nomi germanici; sono riportati anche esempi di nomi contenenti tali elementi.
| Elemento | Significato                                                                | Esempi | Esempi | Esempi                                                            | Note |
| --- | -------------------------------------------------------------------------- | --- | --- | ----------------------------------------------------------------- | --- |
| Elemento | Significato                                                                | Prima posizione | Seconda posizione | Nomi monotematici                                                 | Note |
| ab, abb | uomo, maschio                                                              | Abachilde, Abbarico | / | Abbone, Abico                                                     | A volte confuso con alb a causa di errori di scrittura. |
| act, aht, eht, oht                                                                                            | Forse inimicizia, persecuzione                                             | Actohildis, Actuin, Actulfo, Actumero, Octingus, Ottolinda, Octric, Otgaro | |                                                                   | |
| adra, adar | scaltro, veloce                                                            | Adarilde, Adrabaldo, Adreberga, Adreberto, Adremaro | |                                                                   | Potrebbe anche essere un'elaborazione di ath, o avere origine celtiche. |
| ag, agi, aig, ai, ac, egi, eg, eig, ecg, egg, ekka                                                            | spada, lama, punta di spada                                                | Acfrido, Achilinda, Actrude, Agebaldo, Agerico, Agibrando, Agimundo, Agioaldo, Agiulfo, Agobardo, Agomaro, Eccardo, Ecuino, Egberto, Egiburga | | Agio, Aica, Egon, Ove                                             | Sono confluiti in questo elemento una quantità di radici diverse, ormai largamente indistinguibili: la maggiore è agjo ("appuntito", "affilato"), da cui il significato di "lama", "punta di spada"; altri significati sono "agire", "fare"; "disciplina"; "paura", "timore", "terrore"; "agitazione", "rivolta"; "credere". |
| agil, agl, aigil, ail, egil, egl, eigil, eil                                                                  | Incerto                                                                    | Aelrico, Agelberga, Agilardo, Agilberto, Agildrude, Agilmaro, Agilmondo, Agilulfo, Agleranno, Egilbaldo, Egilpero, Eilgrim | / | Agila, Egil, Ove                                                  | Potrebbe risalire all'antico tedesco egel ("sanguisuga"), ma potrebbe anche essere un'estensione di ag. |
| agin, agn, aigin, ain, egin, egn, eigin, ein                                                                  | Incerto                                                                    | Aganberto, Aganfredo, Agantrude, Aginaro, Aginbolda, Aginulfo, Agnechilde, Agnerico, Ainburga, Eginaldo, Eginardo | |                                                                   | Al pari di agil, potrebbe essere un'estensione di ag; di facile confusione con haim e hagan. |
| ala, all | tutto                                                                      | Alamanno, Alarad, Alarico, Alaruna, Alasuind, Alateo, Alavico, Alberto, Aleardo, Alfredo, Allovera, Elodia | |                                                                   | In alcuni nomi ala- potrebbe essere una corruzione di athal. |
| alah, alac, alh, alhs, alch, ealh                                                                             | tempio, salone, edificio, meno probabilmente alce                          | Alacdag, Alachilde, Alagunda, Alahswinda, Alcuino, Alectrude, Alhred, Ealhhelm, Ealhswith, Electrado | / (i nomi che terminano in alh e olh sono da ricollegare a walah) |                                                                   | |
| ald, alt, eald                                                                                                | vecchio, antico, saggio                                                    | Aldardo, Aldeberga, Aldegilde, Aldegonda, Aldelinda, Aldemaro, Alderico, Alderamo, Aldoardo, Aldobrando, Aldovisa, Aldrado, Aldualdo, Alduino, Aldulfo, Altcarl, Altelmo, Altero, Altfrido, Altiberto, Altigrimo, Altilde, Altmano, Altrude, Ollegario | / (i nomi che terminano in ald sono da ricollegare a wald) | Aldingo, Aldo                                                     | Possibile confusione con gli elementi ala, alf, ali, athal e halid. |
| alf, alb, albi, alp, ælf, elf, alfr, álfr                                                                     | elfo                                                                       | Alberico, Alboino, Alfger, Alfhild, Alfredo, Alvaro, Ælfgifu, Ælfsige, Ælfwaru, Ælfweard, Ælfwine, Aelfwynn, Elfego, Elfleda, Elfrida | Gandalf, Vestralpo (incerto) | Albin, Alba, Albizzo, Albo, Alf                                   | "Elfo" è il significato più largamente accettato, ma non è del tutto certo; potrebbe anche essere correlato al nome delle Alpi, o essere un miscuglio di entrambi i termini. |
| ali, ale, eli, ele, ell                                                                                       | Forse pellegrino, viaggiatore                                              | Alerammo, Alichilde, Alifredo, Aliperto, Aliprando, Eligaudo, Elilando, Elinando, Elisinda, Elitomo, Ellebodo | |                                                                   | |
| alian, elan, ellan, elin, ellin, ellen                                                                        | forza                                                                      | Elinardo, Ellanhilda, Ellanmuot, Ellanpald, Ellanperto, Ellanpurga, Ellensvinda, Ellingero | | Elena (coincidente con il nome di origine greca Elena)            | |
| amal, amala                                                                                                   | lavoro                                                                     | Amalaberga, Amalafrida, Amalardo, Amalasunta, Amalberto, Amalcario, Amaldrude, Amalgaro, Amalgaudo, Amallinda, Amalrico, Amalvino | | Amala, Amalia (Amelia), Amalungo, Emmelina                        | Diffuso in particolare fra gli Ostrogoti. |
| and, ant | Forse zelo, fervore                                                        | Andacario, Andafrid, Andeburg, Andedrudis, Andegaud, Andemaro, Andobald, Andrado, Andualdo, Andulfo, Antelmo, Anthugi, Antilda | Aigant, Berdand, Eilanto, Grivienta, Merienta, Morando, Wiliand | Ando, Andala                                                      | |
| andar, antar, andre                                                                                           |                                                                            | Andraldo, Andreberga, Andregundis, Andreverto, Antarbodo, Antarmaro | | Andrisma                                                          | Probabilmente un'estensione di and. |
| angil, engel, ingal, ingel                                                                                    | Etnico riferito agli Angli                                                 | Angilbaldo, Angilberto, Angilburga, Angildruda, Angilhelm, Enguerrand | |                                                                   | L'elemento potrebbe essersi confuso con ingal, un derivato di ing. |
| ans, ás, os                                                                                                   | dio, spirito, suono creatore                                               | Ansaldo (Osvaldo), Ansberto, Anscario, Anselmo, Ansfrido, Ansgisus, Ansovino, Ansprando (Ansiprando), Asbjørn, Ásdís, Aslaug, Aslak, Astrid, Osburga, Osgyth, Osmondo, Osthryth | | Ansa, Åsa                                                         | Ha anche un simbolo runico: ansuz ᚨ. Si tratta di un termine generico per indicare lo spirito o la divinità, ma può riferirsi anche a Odino, l'ase supremo. |
| anst, äst | grazia                                                                     | Anstramno, Anstrat, Anstrude | |                                                                   | Forse correlato ad ans e ad ast. |
| ar, ara, arn, arin, ari, earn, ǫrn                                                                            | aquila                                                                     | Andor, Aracario, Aragiso, Aralinda, Archilde, Arnaldo, Arnbjørg, Arnbjørn, Arnfried, Arnipert, Arnolfo, Arvid | Agarnus, Droctaru, Ebararo, Fredern, Heriarn, Wolfarn, Zeizarn | Arne                                                              | Molti di questi nomi sono confusi con quelli comincianti per hari. |
| arb, erb, erf                                                                                                 | eredità                                                                    | Arbogaste, Erbemar, Erbhart, Erferih, Erflind, Erphari, Erpmund, Erpulf, Erpwin | | Aribo, Erbo                                                       | |
| ast | Forse ramo, asta                                                           | Asterico, Astgero, Astperno, Astuardo | |                                                                   | Potrebbe anche derivare da anst. |
| ath, att, ad, ada, ade                                                                                        |                                                                            | Adabaldo, Adaldo, Adeberto, Adefonso, Adegarda, Adelmo, Ademaro, Aderamo, Aderico, Adoardo, Adogoto, Adosinda, Ataulfo | | Ada, Adone, Atto, Attila                                          | Sono confluite qui più radici, fra cui atta ("padre"), nonché forme variate di altri elementi (come hath, con la caduta della H iniziale), e forse anche radici non germaniche. |
| athal, aþalą, aðal, adal, adel, æþel, æðel, æthel, ethel                                                      | nobiltà, discendenza, stirpe                                               | Adalardo, Adalbero, Adalberto (Alberto), Adalbrando, Adalfredo, Adalgiso, Adalrico, Adalvino, Adelaide (Alice), Adelgonda, Adelinda, Adelmiro, Adolfo, Aleardo, Alfiero, Alighiero, Aðalbjörg, Aðalsteinn, Alfonso, Etelburgo, Eteldreda, Etelfleda, Etelredo, Etelvulfo | | Ada, Adele, Ethel                                                 | L'elemento è presente anche nel nome moderno Edelweiss. |
| aud, audaz, auðr, ed, ead, od, ot, oth                                                                        | ricchezza, fortuna, patrimonio, proprietà, tesoro                          | Audechilde, Audofleda, Audoino, Audomaro, Eadnoth, Eadwig, Edburga, Edgardo, Edgiva, Editta, Edmondo, Edoardo, Edredo, Edric, Edulf, Edvino, Oberto, Odgisilo, Odoacre, Odomiro, Odorico, Odoteo, Otsvinda, Otteramo | Arcodo, Elodia, Fulcodo, Kisalot, Rachot, Sicot, Wicod | Obizzo, Oddone, Odi, Odilia, Ottingo                              | Raro al secondo posto, attestato in una manciata di forme fra l'XVIII e l'XI secolo. |
| aun, ean, on                                                                                                  | Ignoto                                                                     | Anacario, Aunefrit, Aunulf, Eanhere, Enfleda, Onerich | |                                                                   | |
| aus, aust, austar, eost, ost                                                                                  | est, oriente                                                               | Aostargart, Austreberta, Austrechilde, Austreconda, Austregisilo, Austrigildis, Austremonio, Austrimir, Austrobaldo, Austrovaldo, Austrulfo, Ostbirch, Ostedrudis, Ostremund, Ostrogotha, Ostwind | |                                                                   | Comune in alcune tribù Franche; potrebbe anche essere teoforico, riferito alla dea Eostre. |
| aw, av | Incerto                                                                    | Avagisa, Aviramnus, Auwolf, Avuldis | Wilauw (IX secolo, incerto) | Avo, Ava, Avila, Avelina                                          | Potrebbe significare "fiume", ma potrebbe essere anche correlabile al latino avus ("uccello") o al gotico avo ("nonna"), mentre altre fonti ipotizzano una derivazione da avi, "desiderato". |
| az |                                                                            | Azaman, Azibald, Azichint, Ezelm | | Azzo, Ezzelino                                                    | Probabilmente un ipocoristico di altri nomi comincianti per Ad- e At- o un derivato di ath. |
| bab | Incerto                                                                    | Baboleno, Babulfo | | Bavone                                                            | Forse riconducibile a bob, forse a bad. |
| bad, pad, bed, bet                                                                                            | battaglia                                                                  | Badarado, Badefrido, Badovario, Badulfo, Batilde, Baturico, Betlinda | Argabado, Asbado, Erlebado, Fridibado, Gundobado, Luitpato, Marabado, Reginpato, Suitbada, Transobado, Usdebado | Bado, Badila                                                      | Il primo elemento di Belinda potrebbe essere ricondotto qui. |
| bald | coraggioso, valoroso, baldo, audace                                        | Baldefredo, Baldegando, Baldegario, Balderico, Balderuna, Baldiberto, Baldoaldo, Baldoflidis, Baldomero, Baldovino, Baldrammo, Balsinda, Baltilde | Adalbaldo, Arcibaldo, Garibaldo, Genebaldo, Gotebaldo, Guidobaldo, Ildibaldo, Leopoldo, Rambaldo, Redbaldo, Sinibaldo, Teobaldo, Ubaldo, Villibaldo | Baldo                                                             | Estremamente diffuso, attestato in entrambe le posizioni, con maggior frequenza al maschile, sin dal V secolo; spesso confuso con wald. |
| band, pand | vessillo                                                                   | Bandoleif, Pandolfo, Pantardo | | Bando                                                             | L'ipocoristico "Bando" coincide con Bando, nome italiano di differente derivazione. |
| bard, bart, pard                                                                                              | Incerto                                                                    | Bartolfo, Parthart | Agobardo, Eilbardo, Erlebardo, Gislebardo, Isambardo, Rainbardo, Sigobardo | Bardo                                                             | Può derivare da molteplici radici: bardus ("bardo", "poeta"), barta ("ascia"), bart ("barba"), barti ("gigante"); è più diffuso in seconda posizione, dove si è spesso confuso con beraht. |
| bas | sforzo, fatica                                                             | Basigunda | | Basilla, Basino, Baso, Basolo                                     | Raro, attestato dal V al IX secolo. |
| baud, bud | Ignoto                                                                     | Baudigisilo, Baudegondo, Baudemund, Baudulf | Ariobaudo, Clodobaudo, Gundebaudo, Leobauda, Sigibaudo, Teudobaudo | Baudolino                                                         | Perlopiù in nomi antecedenti all'VIII secolo, più tardi indistinguibile da bald. |
| baug | anello                                                                     | Baugegundus, Bauglind, Baugulfo | |                                                                   | |
| ben, benn, pen                                                                                                | Incerto                                                                    | Benardo, Benegaro, Benegaud, Benerico, Benilde | | Benico, Benno                                                     | Origine incerta, probabilmente un misto di più radici, fra le quali forse bain e bern. |
| bera, bern, berin, beorn, björn                                                                               | orso                                                                       | Bercario, Berengario, Berilde, Bernardo (Berardo), Bernolfo, Bernwardo, Bjørnstjerne | Adalbero, Alfbern, Arnbjørn, Asbjørn, Gerben, Hallbjörn, Torbjörn | Bernone, Björn                                                    | Diffuso soprattutto fra i Sassoni e in Scandinavia (nella forma björn); possibile confusione con warin e ben. |
| berhtaz, beraht, berht, bert, berhta, beorht, bjartr, bryht, briht, braht, brecht, pert, perht, peraht, preht | brillante, famoso, illustre, splendente, celebre                           | Beltramo, Bertaide, Bertelmo, Bertfleda, Bertgilo, Berthlede, Bertlanda, Bertoldo, Bertolfo, Bertrada, Bertrando, Bertsvinda | Adalberto (Alberto), Adreberto, Agilberto, Aimperto, Altiberto, Aliperto, Amalberto, Angilberto, Ansberto, Austreberta, Baldiberto, Boniberto, Celseberto, Cuniberto, Cutberto, Dagoberto, Domberto, Drocberta, Egberto, Elmperto, Erberto, Ercanberto, Eutberta, Faraberto, Filiberto, Francoberto, Frigoberto, Fulberto, Gaideperto, Gamalberto, Gariberto, Geisberto, Gilberto, Gisberto, Glauberto, Godeberta, Gualberto, Guiberto, Gundoberto, Ildeberto, Ingoberto, Isamberto, Laigoberto, Lamberto, Liutberto, Madalberto, Mainberto, Norberto, Oberto, Odalberto, Ragiberto, Raimberto, Ramberto, Rigoberto, Rocberto, Roberto, Risperto, Sigberto, Suinperto, Teotperto, Trudberto, Uberto, Umberto, Ursperto, Valiperto, Viliberto | Berto, Berta                                                      | Uno degli elementi più frequenti, attestato però solo a partire dal VI secolo, comune nei nomi anglosassoni, lombardi, franchi e bavaresi e pressoché assente negli altri; assai diffuso in seconda posizione, dove Förstemann ne conta 369, di cui 61 femminili; talvolta viene ricondotto qui anche il nome Brigida. |
| bib, pip | Incerto                                                                    | | | Beppoleno, Bibo, Pipino                                           | Forse derivante da bif, che significa "moto", "aria", "acqua", forse da bib, "tremare". |
| bil | spada, lama                                                                | Bilidruda, Biligarda, Biligrimo, Bilihelm, Bililde | |                                                                   | Piuttosto raro, fra i Sassoni spesso usato in nomi monotematici. |
| big, pic, beg                                                                                                 | colpire, schiaffeggiare                                                    | Beculf, Picoaldo | | Bigo, Begga                                                       | |
| birg, berg, pirc                                                                                              | mantenere, preservare, conservare                                          | Bercheid, Bericbert, Perehfrid, Perehgart, Pergolf, Perhmar, Perichger | Adalberga, Agamberga, Amalberga, Ansberga, Chimberga, Cristenberga, Eremberga, Erelverga, Freberga, Gamalberga, Gisoberga, Gotberga, Liutberga, Radaberga, Rosperga, Salaberga, Siseberga, Ulberga, Wicbirga, | Berga                                                             | Confuso con burg; molto comune fra i Franchi, specie dal VI secolo, raro fra gli Alemanni; in seconda posizione è solo femminile (spesso nelle forme -berga e -birga). |
| blanc | bianco                                                                     | Blancardo | | Bianco, Bianca                                                    | Raro; da questa radice anche il termine italiano "bianco", che sostituì il latino albus. |
| blic, blec, plec                                                                                              | fulmine                                                                    | Blicgart, Blicgero, Blichilde, Blictrude, Plechelmo | |                                                                   | Nel caso di Blictrude, è possibile la confusione con Bliddruda (da blid). |
| blid, blith                                                                                                   | felice, lieto                                                              | Bliddruda, Blithelm, Blidmar, Blidulf, Blitilde, Blitmondo | / |                                                                   | Diffuso nei nomi di Franchi, Bavari e Alemanni; da questa radice deriva anche il nome moderno Blythe. |
| bob, bov |                                                                            | Bobobert, Bovevaldis | | Bobilo, Bovo                                                      | Dal XIII secolo. |
| boi | Etnico riferito ai Boi o alla Baviera                                      | Boemondo, Bojorico | | Boio                                                              | |
| bon | Incerto, forse uccisore                                                    | Bonaldo, Bonardo, Bonarico, Bonavida, Bonesindo, Boniberto, Bonifredo | |                                                                   | Diffuso fra i Franchi e i Longobardi; potrebbero essere ricondotti qui anche i nomi latini Bona e Bonoso. |
| bord, bort, pord, port                                                                                        | scudo                                                                      | / | Heggebord, Heribord, Hiltiport, Saelbort, Willipord |                                                                   | |
| bos | "altero", "superbo"                                                        | Bosochild, Bosogast, Boselm, Bozulph | | Buoso                                                             | |
| brand, brant                                                                                                  | spada o anche fuoco, incendio                                              | Brandald, Branduino, Brandulfo, Brannoaidis, Branthoc, Brantilde | Adubrando, Agiprando, Aldobrando, Aliprando, Ansiprando (Ansprando), Ildebrando, Ingelprando, Gerbrando, Gisibrando, Lamprando, Liutprando, Rembrandt, Sigibrando, Theudebrand, Wigbrando | Brandano, Brandila, Brando                                        | Attestato dal VII secolo, con l'eccezione del gotico Brandila; raro fra i Sassoni e i Franchi, più comune fra i Longobardi, nella forma prand e comunque quasi esclusivamente in posizione finale, dove ha valenza sempre maschile (con sporadiche eccezioni, come Hildebranda); dalla stessa radice deriva anche il nome moderno Brant. |
| brort, brord, broddr                                                                                          | punta [di lancia]                                                          | | Haribrord, Villibrordo |                                                                   | |
| brun, brynja                                                                                                  | armatura, corazza, protezione oppure marrone                               | Brunfrid, Brunilde, Brunger, Brunrico, Brunward, Brunulf, Brynjar | Adalbrun, Hiltibrun, Liefbrun, Liutbrun | Bruno                                                             | Il termine che significa "armatura", "protezione", e quello che vuol dire "marrone" non sono correlati, tuttavia sono indistinguibili; come secondo elemento è perlopiù femminile, e accentrato in Svevia e lungo il Meno. |
| bud, bod, pot                                                                                                 | signore                                                                    | Bodegisilo, Bodoardo, Bodogasto, Podalheid, Poterico | Adalbodo, Disibodo, Dragobodo, Ercambodo, Fridubodo, Grimbodo, Guntpoto, Helmbodo, Launobodo, Liutpoto, Malbodo, Marcbodo, Radobodo, Ragimbodo, Ricbodo, Sigibodo, Teutobodo, Valbodo | Boda, Bodilo, Bodo                                                | Possibile confusione con baud; al secondo posto sempre maschile (salvo alcune eccezioni dubbie), più di frequente fra i Sassoni. |
| burg, beorg, björg                                                                                            | protezione, aiuto e roccaforte, fortezza                                   | Burcardo, Burcario, Burcsuinda, Burgilind, Burgmano, Burgoaldo, Burgoardo, Burgofleda, Burgolfo, Burgred | Aðalbjörg, Arnbjørg, Cyneburga, Edburga, Gunborg, Ingeborg, Milburga, Notburga, Osburga, Ragnbjörg, Sexburga, Torborg, Valpurga, Wigburg, Wolfburga | Bjørg, Burgio, Burgoleno                                          | Più frequente al secondo posto, dove è esclusivamente femminile; attestato un po' più tardi rispetto a birg. |
| burgund | Etnico riferito ai Burgundi                                                | Burgundofara | | Burgundo                                                          | |
| carl, karl, ceorl                                                                                             | uomo, maschio                                                              | Carlofredo, Carlomanno | Altcarl, Gundelcarl | Carlo                                                             | |
| cels | alto, elevato                                                              | Celsarigo, Celseberto, Celsegarda, Celsovilde, Celsuino | |                                                                   | Elemento di origine latina, da celsus ("alto", "elevato"), acquisito dai Franchi e usato per la formazione di composti latino-germanici. |
| ceol | nave, barca                                                                | Ceolberht, Ceolfrid, Ceolmund, Ceolnoth, Ceolred, Ceolwald, Ceolwulf | |                                                                   | Tipicamente anglosassone. |
| chad, cad, kad                                                                                                | Incerto                                                                    | Cadaloc, Cadoldo | | Cadalo                                                            | Potrebbe costituire un derivato di hath, o essere ricondotto alla radice kaetr ("ilare", "allegro"). |
| christ | Cristo                                                                     | Cristemberga, Cristilde, Cristingaud, Cristomer, Cristuin | / | Cristemia                                                         | Entrato in uso con l'avvento del cristianesimo; attestato in alcuni nomi Franchi fra il VII e il XIX secolo. |
| chun, cun, kun, cyne, kyne, coen                                                                              | famiglia, clan, razza, discendenza                                         | Coenwulf, Corrado, Cumpoldo, Cunegonda, Cuniberto, Cunifredo, Cunigast, Cunilde, Cunimondo, Cyneburga, Cyneferth, Cynefrith, Cynegils, Cynered, Cyneric, Kyneswinde, Cynethryth, Cynewald, Cyneweard | Hadacuan, Waldchuon, Zeizcuni (casi dubbi) | Chunico, Kuno                                                     | La radice è nel termine germanico chunni; secondariamente, può derivare anche da kuoni ("audace"); va notato che è frequente la confusione con elementi quali hun, un e gund; l'evoluzione anglosassone del termine, cyne-, ha leggermente mutato il suo significato, che è "regale", "reale". |
| cuth, cuþ, kunþ, cuæ                                                                                          | famoso, rinomato                                                           | Cutberto, Cuthred | |                                                                   | |
| dag, tag, dagr, dagos                                                                                         | giorno, luce                                                               | Dagalaifo, Dagalind, Dagaric, Dagaulfo, Dagfinn, Dagoberto, Dagofredo, Dagmar, Dagny, Dagrun, Tachiprando, Tagaswind | Alfdag, Helmdag, Heridag, Hildidag, Hroddag, Liobetaga, Osdag, Sigdag, Wendildag, Willedaga, Wulfdag | Dag                                                               | Attestato fra i Sassoni, specie in seconda posizione. |
| dan | Etnico riferito ai Danesi (forse)                                          | Danaburga, Danafrid, Danagaud, Danagildo, Danailde, Danoald, Deneardo | Agidana, Ingildan, Lozdana |                                                                   | |
| dis, dís, idis                                                                                                | dea, signora, donna                                                        | Disibodo, Dislith, Disnot | Ásdís, Eydís, Hjördís, Þórdís, Valdís, Vigdís |                                                                   | In prima posizione è probabilmente teoforico; in seconda, ha il significato di "donna", "signora", ed è quindi solo femminile; si veda anche Dísir. |
| diur, thiur, deur, theur, deor, theor                                                                         | Ignoto                                                                     | Deorold, Deorovald, Deorthryth, Deorulf, Deurtrudis, Teorswint, Thiurhilt, Tiurlinda | |                                                                   | È riconducibile a due radici omografe, tior/teor ("animale") e tior ("caro", "amato"), in particolare alla seconda; è peraltro possibile che sia una "fusione" di entrambe. |
| dod, tod, tot                                                                                                 | Incerto                                                                    | Dodoaldo, Dodobergia, Dodranno, Dotbald, Totmano | | Dodilo, Doda, Dodo, Dodoleno                                      | La radice è oscura; potrebbe essere ricollegato a toto ("padrino") o essere correlato all'elemento thiuda, "popolo". |
| dom | giudizio                                                                   | Domalde, Domberto, Domedrudis, Domegardus, Domegerdis, Domegisilo, Dommoruna, Domnehildis, Duomolf | |                                                                   | Forse identificabile in alcuni nomi latinizzati che terminano in -domus. |
| drud, druda, trut                                                                                             | caro, amato, amico                                                         | Trudbaldo, Trudberto, Trudlinda, Trudulfo, Trutgarda | Aldedrudis, Angildruda, Ansitruda, Bilidruda, Blictrud, Bliddruda, Ermentrude, Geltrude, Himildrud, Wandedrudis | Drudo                                                             | Attestato dal VI secolo; in seconda posizione è solo femminile, ed è stato rilevato in 143 nomi; da non confondersi con druht e thryth. |
| druht, druc, droc, drótt, dryht, driht, truht                                                                 | popolo, armata                                                             | Drocberta, Droctbold, Dructildis, Dructimund, Dructulf, Druhtmar, Drutberga, Tructemiro, Tructesenda, Tructesindo, Truhthari | |                                                                   | Diffuso perlopiù in Franconia. Da non confondersi con thryth; con la caduta dell'h è confondibile anche con drud. |
| ebur, ebor, ebar, eofor                                                                                       | cinghiale                                                                  | Ebarhelm, Eberardo, Ebertrude, Eborico, Ebreverta, Eparfrid, Everilde, Eoforwine, Everbert | / | Ebbe                                                              | Attestato con certezza solo dal VI secolo. |
| ei | sempre                                                                     | Elof, Eric | |                                                                   | Tipico dei nomi scandinavi. |
| era, eri, erin, ern                                                                                           | onore                                                                      | Erardo, Erarico, Eranbald, Eramberto, Ernulfo | |                                                                   | Assai difficile da distinguere da hari (spesso contratto in eri e er), da ar, arn, e da irm (in particolare per la forma erin). |
| erchan, ercan, erchen, eorcen, archen, arcan                                                                  | genuino, ingenuo                                                           | Arcibaldo, Ercanberto, Ercambodo, Ercanfrida, Ercangario, Ercanilde, Ercantrude, Erchenolfo, Erchensinda | / |                                                                   | |
| erl, eorl, jarl                                                                                               | nobile, capo, guerriero, uomo coraggioso                                   | Erlabaldo, Erlefrida, Erlemondo, Erligar, Erling, Erliwin, Erlulfo | |                                                                   | Da questa radice derivano i nomi Earl e Jarl. |
| euth, eutha                                                                                                   | Incerto                                                                    | Eudoaldo, Eudulfo, Eutarico, Eutario, Eutberta, Eutbrando, Eutlinda | | Eudo                                                              | Facilmente confondibile con gli elementi aud ed ewa. |
| ewa, ew, eu, eo, ei                                                                                           | tempo, età e anche legge, usanza                                           | Eolf, Eomar, Eowig, Euberto, Eumondo, Eurico, Evaldo, Ewirat | |                                                                   | |
| far, fara | Incerto                                                                    | Faraberto, Farailde, Faramodo, Faramondo, Faraulfo, Faroaldo, Ferlinda | Adalfero, Burgondofara, Leobafar, Sicfara, Teudifara | Fara                                                              | Forse significa "generazione", "famiglia", "popolo", "clan" e, per estensione, "esercito", "armata"; talvolta gli viene dato il medesimo significato di fart. |
| fart, fard, farði                                                                                             | viaggio                                                                    | Fardulfo, Fartgern, Ferdinando | |                                                                   | |
| fast | solido, fermo                                                              | Fastburga, Fastmar, Fastmunt, Fastrada, Fastulfo, Fastwin | / (Arefasto è una possibile eccezione) |                                                                   | |
| fili | molto                                                                      | Filibaudo, Filiberto, Fililiub, Filomaro, Filomuot | |                                                                   | Significato non del tutto certo. |
| fin, finn, finnr                                                                                              | Etnico riferito ai Finni                                                   | Fingast, Finnbjörn, Finnbogi, Finngeir, Finnlaugur, Finmout, Finnold, Finnvarður | Arnfinn, Bergfinn, Bjarnfinn, Dagfinn, Sigfinn, Þórfinnr | Fina, Finn                                                        | |
| flad, flat, fleþs, flæd, flæð                                                                                 | bellezza, purezza                                                          | Fladeberto, Fladrad, Fladrudis, Flatberga, Flidulf | Ansfleda, Audofleda, Bertfleda, Burgofleda, Elfleda, Ermenfleda, Etelfleda, Gerfleda, Gundifleda, Reginflat, Rotfleda, Sigiflat |                                                                   | Al secondo posto solo femminile. |
| flod |                                                                            | Flodario, Floderico, Flodeverga, Flodoardo, Flodogildis, Flodoveo, Flotilde, Flotrudis | |                                                                   | Apparentemente una forma dialettale di hlod (vedi). |
| fram | framea (lancia, giavellotto)                                               | Frambaldo, Framberto, Framerico, Framesindo, Framgarda, Fransvinda, Franemund | / (Sigifrem è una possibile eccezione) |                                                                   | Presente quasi solo fra i Franchi. |
| franc, frang                                                                                                  | Etnico riferito ai Franchi                                                 | Francoberto, Francric, Frangerada, Frangomere | Lanfranco (unico caso) | Franco                                                            | |
| fraw, fro, frea, fri, freyr                                                                                   | signore, capo                                                              | Frawibald, Frawiprecht, Frawisinda, Freawaru, Frehild, Frewigarda, Friulf, Frowimund, Frowin | | Freya, Fróði                                                      | Alcuni nomi con questo elemento potrebbero essere correlati a frao ("felice"). |
| frig, freh | rude, minaccioso, cattivo                                                  | Frehholt, Friculfo, Frigerido, Frigoberto, Frihgunt | |                                                                   | |
| friþu, friþ, frið, frith, fridu, frid                                                                         | pace                                                                       | Federico, Fredegildo, Fredesvinda, Fredoaldo, Fridelmo, Fridomaro, Fridtjof, Friedemann, Frithigern, Frithubod, Frithubrand | Adalfredo, Alfredo, Altfrido, Arnfried, Ermifrido, Geoffrey, Gerfredo, Goffredo, Gualfredo, Helmfried, Manfredo, Sigfrido, Teodofredo, Umfredo, Vilfredo, Vinfredo, Þórfreðr | Femke, Frida                                                      | Attestato sin dal IV secolo in prima posizione, dal V secolo in seconda; maggiormente usato al maschile. Da non confondere con fríðr (si noti la "i" non accentata). |
| fríðr | bellezza                                                                   | | Astrid, Guðríðr, Ingrid, Kjellfrid, Ragnfríðr, Sigrid, Þórfríðr |                                                                   | Femminile, in uso nei nomi norreni; da non confondere con friðr (si noti la "í" accentata). |
| frod | saggio, prudente                                                           | Frodegardo, Frodoberto, Frodulf, Frodwin, Frotbaldo, Frotfrid, Frotmir, Frotmund | | Frodo, Frutilo, Frodin                                            | |
| frum | buono, benefico                                                            | Frumar, Frumechilde, Frumerico, Frumigero, Frumoldo, Frumolf | |                                                                   | |
| fulc, folc, volc                                                                                              | gente, popolo                                                              | Folcaldo, Folcbaldo, Folcdag, Folcdrut, Folcgard, Folcmaro, Fulberto, Fulcardo, Fulceri, Fulchilde, Fulclindis, Fulcoara, Fulcrada | | Folco                                                             | |
| funs, fús | pronto, preparato                                                          | | Alfonso, Andefonso, Bernefons, Hadufuns, Ildefonso, Sigifons, Valafonso, Villifonso | Fonsa                                                             | |
| fusc | Ignoto                                                                     | Foscario, Fuscildis | | Fusco, Fuscolo                                                    | |
| gab, gib, gif, gifu                                                                                           | dono                                                                       | Gebalach, Gebardo, Gebavino, Geboardo, Gibitrude, Giboldo, Giborga, Gibulfo | Edgiva, Elgiva, Godiva (Godgifu), Ottogeba, Synnøve, Thiatgif, Willigip | Gabo, Gebi, Gepa                                                  | |
| gaid, gayd, gait, geit                                                                                        | desiderio, bisogno oppure capra                                            | Cheitmar, Gaideperto, Gaidoaldo, Gaidulfo, Gaitegrima, Geithilt, Geitlind | Sichelgayta |                                                                   | |
| gail, gal, gel, kail, keil                                                                                    | robusto, prode, valoroso, energico                                         | Galhart, Cheilpurc, Gailrada, Gailswindis, Geilindis, Geilwird, Gelbold, Kaildrud | / | Gailo, Geliko                                                     | L'elemento gil potrebbe essere correlato a questo. |
| gais | freccia, lancia                                                            | Gaisuar, Gaisulf, Genserico (dubbio; si veda la voce), Gesualdo | Andragaiso, Ariogaiso, Laniogaiso, Radagaiso | Gaiso(ne)                                                         | |
| gald, gild, gilt, geld, gelt, gold                                                                            | sacrificio, valore, oro                                                    | Gelderico, Geldrudis, Geldulfo, Geltfrida, Gildewin, Gildildis, Giltbert, Giltrada, Goldrun, Goltwif | Adalgildis, Amalgildis, Atanagildo, Austrigildis, Baldegildis, Bertegildis, Blitgildis, Ermenegildo, Frotgild, Hildigildis, Hrodgildis, Isangildis, Leovigildo, Norgildis, Sibigelt, Witgildis, Wolfgelt | Gilda                                                             | Più comune in seconda posizione (84 nomi attestati da Förstemann contro circa una ventina), dove è maggiormente femminile (anche se non mancano esempi maschili); è facilmente confondibile con hild (specie al secondo posto) e con wald; l'elemento gil potrebbe essere correlato a questo. Da qui anche il nome yiddish Golda. |
| gamal, gamol, gam                                                                                             | vecchio                                                                    | Gamalberga, Gamalberto, Gamalbold, Gamalfred, Gamaltrudis | |                                                                   | |
| gaman, gamen, caman, gam                                                                                      | gioia, gaudio                                                              | Gamanhilt, Gamanolt, Gamanulf | |                                                                   | |
| gan | magia, stregoneria                                                         | Ganefard, Ganhart, Gannibald | Adalgan, Altiganus, Audiganus, Findican, Wolfgan |                                                                   | |
| gand, gend, gandr                                                                                             | Forse bacchetta magica oppure lupo                                         | Gandalf, Gandaricus, Gandolfo, Gantberga, Gantfrid, Gendrad | Charigand, Fredegand, Hrodegand, Olfigand | Gando, Gantalo, Gandin                                            | Frequente la confusione con gaud a causa della scrittura simile delle lettere u ed n. |
| gang, canc | sentiero, percorso                                                         | Gangolfo, Gangperht | Bertegang, Druhtgang, Hildigang, Rodegango, Thiotcanc, Uligang, Volfango, Widugang, Wiligang |                                                                   | |
| gar, gart, ger, geir, geirr                                                                                   | lancia                                                                     | Garibaldo, Gariberga, Gariberto, Garimondo, Geltrude, Gerardo, Gerben, Gerbrando, Gerfredo, Gerfrido, Gerilde, Gerlach, Gerlando, Gerlinda, Germano, Gernot, Gersvinda, Gerulfo, Gervasio, Gerwentila, Giraldo | Alighiero, Anscario, Baldegario, Berengario, Blidegario, Edgardo, Holger, Irmingario, Leodegario, Ollegario, Roar, Ruggero, Teutcario, Torgeir | Geir                                                              | Da qui anche il nome Gary. |
| gard, gart, card, gerd                                                                                        | Incerto; forse spazio chiuso, recinzione oppure verga magica               | Cardeberto, Cartfrid, Gardrado, Gardulfo, Gerdward | Adalgarda, Aldegarda, Amalgarda, Ansigardis, Beringarda, Bergarda, Blidgarda, Cunigarda, Ermengarda, Frodegardo, Guinegarda, Ildegarda, Iselgarda, Lagertha, Lindgarda, Lutgarda, Matalgarda, Mimigarda, Remegarda, Ricgarda, Rodgarda, Slaugart, Svanagarda, Trudgarda, Viligardo, Wolfgard | Gerðr                                                             | Attestato soprattutto dal VI secolo, specie fra i Franchi occidentali; usato perlopiù al secondo posto, e nella maggioranza dei casi in nomi femminili; da qui il nome della dea Gerðr. |
| gast, cast | ospite, straniero o forse spirito (vedi geist)                             | Castaldo, Castrico, Gastrado, Gestiliub, Gestlind | Alpkast, Arbogaste, Bodogasto, Ildegasto, Rodogasto, Salagasto, Segestes, Visogasto, Volgasto | Gasto                                                             | Più comune in seconda posizione; attestato dal III-IV secolo, scomparso fra il X e l'XI. Il monotematico Gasto è stato assimilato a Gastone, di diversa origine. Frequente la confusione con la radice slava gost ("ospite"). |
| gaud, gaut, gaus, got, goz                                                                                    | Etnico riferito ai Goti                                                    | Gauciberto, Gaudulfo, Gausburga, Gauseprando, Gauthilde, Gautlindis, Gautrekr, Gautrude, Gauzebaldo, Gotfredo, Gustavo | Algaut, Amalgaudo, Berengaudo, Gisalgoz, Ermengaudo, Ildegaudo, Rodgaudo, Trutgaudo | Jocelyn                                                           | La forma in got può essere confusa con l'elemento god; possibile anche la confusione con gand (vedi). |
| gaw | Incerto                                                                    | Gauarico, Gauberto, Gaufrido, Gaviulfo, Gewiliob, Goiramno, Goisuinda | Deblegauwo, Hilmegaugius, Rihgowo, Turdagawo, Wildagauwo | Gawo, Gawin                                                       | |
| gen | Incerto                                                                    | Genardo, Genbolda, Genedrudis, Genegonda, Genilde, Genolfo, Genoveffa | |                                                                   | Forse riconducibile ad una radice celtica col significato di "amore", "bello", "femminile"; alcuni nomi potrebbero essere gorrelati all'elemento gagin. |
| gern | desideroso                                                                 | Gerneman, Gernilde, Gernoldo | Aligerno, Aricarno, Fartgern, Fridigerno, Gonotigern, Ildigerno, Oldigerno, Sicgern, Teutgern, Vicgerno, Vildegerno |                                                                   | |
| gil |                                                                            | Gilberto, Gilmaro | Abragila, Ansgil, Bertgilo, Flotgil, Ermgil, Rantgil | Gilo                                                              | Riconducibile forse a gald, forse a gail, forse a gisal. |
| gis |                                                                            | Gisberto, Gisfrido, Gisibrando, Gismondo, Gisoardo, Gisoberga, Gisoilde, Gissoldo, Gistrude, Gisulfo | Adalgiso, Alagiso, Amalgiso, Berengiso, Fredegiso, Frodegiso, Ildigiso, Ermengiso, Madalgiso, Radelgiso, Tructegiso | Giso, Gisa                                                        | Probabilmente un derivato di gisal, ma non ve ne è la certezza; alcuni nomi (Ragenisa, Spaniis) potrebbero contenere questo elemento, con aferesi della "g". Attestato dal V secolo, è frequente nei nomi maschili. |
| gisal, gisil, gisel, gisl, chisal, kisal                                                                      | ostaggio, pegno, promessa, freccia, lancia                                 | Gesualdo, Gisalardo, Gisilaro, Gisalberto, Gisaldruda, Gisalfredo, Gisalmaro, Giselbaldo, Giselberga, Giselda, Gislegarda, Gisloaldo | Austregisilo, Baudegisilo, Childegisilo, Domigisilo, Ebregisilo, Gundegisilo, Landegisilo, Ragnegisilo, Teodegisillo, Vandregisilo | Gisella, Gisleno                                                  | Gli elementi gil e gis potrebbero essere correlati a questo. |
| glaw, glau | ingegnoso, laborioso, diligente                                            | Glauberto, Glaumunt | |                                                                   | |
| glis, clis | splendore                                                                  | Glisher, Glismot, Glisnod | Isanclis | Glis, Glisma                                                      | |
| god, got, guð                                                                                                 | dio e bene, buono                                                          | Godalinda, Godaniwi, Godebaldo, Godeberta, Godescalco, Godigisilo, Godiva, Godoaldo, Godoardo, Godoildo, Godomaro, Godric, Godwin, Goffredo, Gosvinta, Gotberga, Gottardo, Gottlieb, Gudrun, Guðríðr | | Godo, Godoleno, Godino                                            | Sono confluiti in questo elemento i termini gotici guþs ("dio") e gôds ("bene"); in seconda posizione rappresenta forse anche una variante di gund. Da qui anche il nome moderno Traugott. |
| gras, cras | che cresce                                                                 | Crasmaro, Graseberto, Grasulfo | |                                                                   | |
| graus, gros, craus, cros                                                                                      | orrore, terrore                                                            | Crosmuat, Grausolfo | | Grauso                                                            | |
| graw | grigio                                                                     | Grabardo, Grahilt, Grauvolf | |                                                                   | |
| grim, crim, krim, kriem                                                                                       | Incerto                                                                    | Crimilde, Grimaldo, Grimardo, Grimbaldo, Grimberto, Grimberga, Grimoardo, Grimondo, Grimulfo | Adalgrimo, Adugrimo, Alfgrimo, Altigrimo, Berengrim, Biligrimo, Gaitelgrima, Isangrimo, Teudegrimo, Valagrimo, Vulgrimo | Grimo                                                             | Significato dibattuto: tra le ipotesi: "maschera", "cappuccio", "elmo"; "crudele", "selvaggio"; "larva"; "oscurità"; "urlo"; "puro", "vergine". Attestato con certezza dal VII secolo, forse individuabile sin dal V; assai diffuso in ambo le posizioni. |
| gris | grigio                                                                     | Grisulfo | | Griso                                                             | Griselda deriva probabilmente da questa radice, ma non è attestato come nome germanico (è una probabile creazione letteraria). |
| guma, gume, goma, gomo, como                                                                                  | uomo, maschio                                                              | Gomadrude, Gomario, Gomberto, Gomofrido, Gomolfo, Gumesindo, Gumildo | |                                                                   | |
| gund, gunþ, gond, gyþ, gyð, gunnr, guðr                                                                       | battaglia, guerra                                                          | Consalvo (Gundisalvo), Contardo, Gontrano, Gundebaudo, Gundelinda, Gundelmo, Gunderada, Gunderico, Gundesinda, Gundesvinda, Gundiberga, Gundobaldo, Gundoberto, Gundolando, Gundovaldo, Gunilde, Gunborg, Günther, Guntigisa, Guntrude, Gunvor | Adelgonda, Alagunda, Aldegonda, Amalgunda, Baudegundo, Cunegonda, Ealdgyð, Editta, Fredegonda, Helidgund, Ildegonda, Ingunda, Megingund, Mildgyð, Monegonda, Osgyth, Radegonda | Gunda                                                             | |
| hag, hagan, hah                                                                                               | Incerto, forse recinto, spazio chiuso oppure città oppure utile            | Hachhilt, Hachmunt, Hagabald, Hagibert, Hagihar, Hagining, Hagmocdis, Hagustalt | | Hagen, Hago, Hagga                                                | Spesso confuso con ag, agi e haim. |
| haid, heid, heit, ait, aidis                                                                                  | lignaggio, rango, nobiltà                                                  | Aidulfo, Aitardo, Aitberga, Aitbolda, Heidfolc | Adelaide, Albeide, Angleaide, Bertaide, Frotaide, Madalaide, Volcaide | Haido, Heidi                                                      | Al secondo posto quasi solo femminile, e assai frequente. |
| hail, heil | sano, salvo                                                                | Ailburga, Ailrico, Eilboldo, Eilsinda, Eiltrude, Eloisa, Elvige, Heilgart, Heilker, Heilman | Ingeila, Rahheil, Rihheil, Sarahailo, Teneheil | Heilo, Heilica                                                    | Possibile confusione con agil, quando la "g" aveva la pronuncia "morbida", nonché con hal. |
| hailag, heilag, heilagr, halig, halac, halec                                                                  | sacro, santo                                                               | Halacbold, Halecmar, Heilachsuind, Heilagwih, Heilihger, Heligbert | | Elga (Olga), Halicho                                              | Etimologicamente legato a hail; possibile confusione con hal. |
| haim, heim, hein                                                                                              | casa                                                                       | Aimilde, Aimoaldo, Aimolinda, Aimondo, Aimperto, Aimrado, Aimulfo, Eimardo, Emmeramo, Enrico, Heimbod | / (in nomi come Gelheim, Adalheim e Williheim, si tratta di un'errata trascrizione dell'elemento helm) | Aimone, Hamilo, Heimila                                           | Facilmente confondibile con hagan. |
| haist, heist, hæst                                                                                            | Incerto, forse furioso, violento                                           | Astolfo, Heistald, Heisthilt | |                                                                   | Da qui anche il nome della tribù degli Aesti. |
| hal, hali, heli                                                                                               | uomo, maschio, eroe                                                        | Elibaldo, Eliberto, Elichilde, Haladara, Halfrid, Halmuot, Hellibrug | | Helli, Halo, Helira                                               | Facile da confondere con hail e hailag. |
| halid, helid, alit                                                                                            |                                                                            | Alidulfo, Alitfrido, Alitgaro, Caletrico, Halidegastes, Halidgund, Helidniu, Helitbert, Helitpald | |                                                                   | Nomi con questo elemento si trovano già nel Carme di Ildebrando, ma appaiono con una certa frequenza solo a partire dal XII secolo; può essere confuso con ald e hildi. |
| ham | Incerto, forse servitore oppure soldato                                    | Emardo, Emfrido, Emilde | | Hamo                                                              | Possibile confusione con haim e im. |
| hamar | martello                                                                   | Amerardo, Hamarolf | |                                                                   | Raro, riscontrato in pochi nomi dell'VIII secolo. |
| hand, hant | mano                                                                       | Andegiso, Andolfo, Antperto, Handoildis, Hantwin | Fridhant (dubbio), Starachant (negli altri casi, è da ricondurre ad and) | Hanto                                                             | Raro, limitato ai secoli VIII e IX. |
| harc, herc | santuario, tempio, bosco sacro, idolo                                      | Harchellindis, Harcmot, Hercrat, Horcholt | | Harcha                                                            | Limitato a IX e X secolo, facilmente confondibile con ercan. |
| hard, heard, hart                                                                                             | coraggioso, forte, duro                                                    | Ardberto, Ardelinda, Arderico, Ardrada, Arduino, Ardulfo, Artelmo, Artgaro, Arthraban, Artigasto, Artmaro, Artomundo, Hartalah, Hartlieb, Hartmann, Hartmut | Actardo, Adalardo, Agilardo, Aldardo, Aleardo, Alfardo, Amalardo, Autardo, Beinardo, Bernardo (Berardo), Blancardo, Burcardo, Childardo, Contardo, Eberardo, Eccardo, Eginardo, Erardo, Erbardo, Folcardo, Francardo, Gebardo, Gerardo, Gisalardo, Gottardo, Grimardo, Guinardo, Guiscardo, Hartwig, Irminardo, Isanardo, Leonardo, Leopardo, Lintardo, Madalardo, Mainardo, Marcardo, Medardo, Nantardo, Nordarda, Odalardo, Pantardo, Rainardo, Riccardo, Rodardo, Sigiardo, Tagenardo, Teodardo, Valtardo, Verinardo, Volfardo |                                                                   | Estremamente comune, maggiormente presente in seconda posizione (259 nomi contro 54 contati da Förstemann); attestato sin dal III secolo, nel nome Artomundo; possibile confusione con gard, ward e, tramite metatesi della "r", con rad. |
| hari, hare, heri, chari, chario, chere                                                                        | esercito                                                                   | Ariardo, Aribaldo, Arichiso, Arifrido, Arigunda, Ariobaudo, Ariobindo, Ariovisto, Ariperga, Ariulfo, Aroldo, Artrude, Aruino, Cararico, Cariganto, Erberto, Eresinda, Eribrando, Erifonso, Erilinda, Ermanno (Armando), Ervico, Ervino | Adalaro, Altero, Amalario, Anacario, Aracario, Ascario, Beracario, Bercario, Clodocario, Dieter, Gamalero, Gisilaro, Gomacario, Gualtiero, Guarniero, Günther, Fulceri, Leodegario, Lotario, Raniero, Riziero, Romacario, Rotari, Vandalario, Werther | Herio, Ario, Aria, Haric                                          | Comunissimo: in prima posizione conta un centinaio di nomi, ed è attestato sin dal I secolo (con il nome Chariovalda, l'odierno Aroldo); al secondo posto si ritrova in 289 nomi, di cui 13 femminili, i più vecchi dei quali (Araharius e Gomohar) sono datati al IV secolo: è di facile confusione con numerosi altri elementi, fra i quali hard, era, ara, hir, gar, war e wachar. |
| has, haas |                                                                            | Asberto, Asilde, Aspaldo, Hasapurc | / (Herihaas è una possibile eccezione) |                                                                   | |
| hath, hadu, hada, had, cad, cat                                                                               | battaglia, combattimento                                                   | Adabaldo, Adaberto, Adamundo, Adarico, Ademota, Adifonso, Adoulfo, Adubrando, Adugato, Adugrimo, Advida, Caduindo, Catumero, Ederammo, Edvige, Hadalaug | Flaocado, Liutado, Riccado, Rotado, Teodaado, Villicado, Volfado | Edda, Hatto                                                       | In seconda posizione è attestato dal VI secolo in 74 nomi, di cui 10 femminili; potrebbero essere ricondotti qui anche alcuni nomi franchi occidentali terminanti in -haus e -aus, tramite la caduta della "d". Talvolta si riconduce a questa radice anche Casilde (di probabile origine araba). |
| helan | rivestimento, copertura                                                    | Elingaudo, Helanpirich, Helinbald, Helinbert, Helinsind | |                                                                   | |
| helm | elmo                                                                       | Elmerico, Elmigero, Elmoldo, Elmperto, Elmsuinda, Helmbald, Helmberga, Helmigaud, Helmut | Adelelmo, Adelmo, Agenelmo, Anselmo, Antelmo, Bertelmo, Gerelmo, Guglielmo, Gundelmo, Landelmo, Maginelmo, Odilelmo, Richelmo, Rodelmo, Sigelmo | Elmo                                                              | Attestato dal VI secolo, diffuso sia in prima che in seconda posizione; in quest'ultima, su 85 nomi contati da Förstemann, solo due sono femminili. |
| hildi, hild, hildjo, hildis, child                                                                            | battaglia                                                                  | Childerico, Childeruna, Childomarcha, Ildebado, Ildeberga, Ildebrando, Ildefonso, Ildegarda, Ildegonda, Ildelinda, Ildemano, Ildetrude, Ildibaldo, Ildifrido, Ildigaro, Ildigero, Ildigisa, Ildimaro, Ildivardo, Ildolfo, Iltibodo, Iltrude, Hildigildis, Hildoildis | Abachilde, Adalilde, Adarilde, Agnechilde, Aldechilde, Alfhild, Altilde, Austrechilde, Baltilde, Batilde, Benilde, Berilde, Bililde, Blatilde, Blichilde, Blitilde, Brantilde, Brunilde, Clotilde, Crimilde, Cristilde, Cunilde, Danailde, Ermenilde, Everilde, Farailde, Flotilde, Frumechilde, Fulchilde, Gerilde, Gernilde, Giselda, Gumildo, Gunilde, Imelda, Isanilde, Jordildis, Landechilde, Leonilda, Leotilde, Manechilde, Marchilde, Marilda, Matilde, Nantilde, Nortilde, Pascuildis, Ratilde, Raghilde, Reinilde, Richilde, Romilda, Rotilde, Sigilda, Sintilde, Swanhild, Teodilde, Thusnelda, Valtilde, Veranilda, Vinilde, Vitilde, Vulfilde, Wanthildis, Zeizhild | Elda, Ilda                                                        | Diffuso in ambo le posizioni, usato in tutte le tribù germaniche; in prima posizione è attestato dal III secolo, in seconda già dal I secolo nella persona di Thusnelda. Fra i Franchi, il suo uso in seconda posizione, quasi esclusivamente femminile, è definito da Förstemann "quasi eccessivo" (281 nomi, di cui solo quattro maschili; si noti però che è a volte confuso con l'elemento gild); Griselda deriva probabilmente da questa radice, ma non è attestato come nome germanico (è una probabile creazione letteraria); talvolta si riconduce qui anche Casilde (di probabile origine araba). |
| himil | cielo                                                                      | Himilger, Himilrad, Imiltrude | |                                                                   | |
| hlod, hlud, clod                                                                                              | Incerto                                                                    | Clodbaldo, Clodebaudo, Clodeberga, Clodesinda, Clodoaldo, Clodomiro, Clodulfo, Clotilde, Lotario, Ludovico (Clodoveo, Luigi) | Conolot, Leodelod | Clodio                                                            | Di interpretazione ardua, Förstemann lo definisce "la croce degli etimologisti"; viene sovente interpretato come "fama", "notorietà". |
| hoh, hoc, oc                                                                                                  | alto                                                                       | Hohold, Hohrat, Hoswith, Ocberto, Offredo | Abbahoh, Adalhoh, Berathoh, Drudhoh, Folchoho, Gebahoh, Godehoc, Hildehoc, Hrodhoh, Odilhoh, Reginhoh, Willihoh, Wolfhoh | Hohilo                                                            | Spesso confuso con hug. |
| hors, hros | cavallo                                                                    | Ersemaro, Horsemuat, Orsuino, Rosmunda | | Horsa, Rosalia                                                    | Confuso con ros; potrebbe anche essere legato a urs. |
| horsc | alacre, entusiasta                                                         | Horscolf, Horscwin | | Horsco, Horskini                                                  | |
| hraban, raban, hramn, ramn, rann                                                                              | corvo                                                                      | Rabangario, Ramberto, Ramedrudis, Ramuoldo, Randolfo | Agleranno, Adalranno, Beltramo, Enguerrand, Folcranno, Gontrano, Ingoranno, Maginranno, Sigiranno, Volframo | Rabano                                                            | Elemento di ispirazione mitologica, attestato dal VI secolo, ma assente fra i Goti e raro fra i Sassoni; è più spesso ritrovabile al secondo posto, dove è attestato in 120 nomi, di cui solo sedici femminili; a volte confuso con rand. |
| hring, ring                                                                                                   | circolo, anello                                                            | Ringolfo, Rinquino | Adalring, Autrinc, Hanric, Herttrinc, Witering | Rincho, Ringilo                                                   | |
| hroc, hrok, roc, rok                                                                                          | Incerto, forse gracchiare o ruggire                                        | Hrohhart, Rocberto, Roccolfo, Rochold | Altroch, Gerroh, Hartroch, Liutroch, Plidroch, Reginroc, Sigiroh, | Hrohinc, Rocco, Roccoleno                                         | Confondibile con hrod; in seconda posizione è attestato solo in nomi maschili. |
| hrod, hrot, hroth, hroð, hruod                                                                                | gloria, fama                                                               | Crodegango, Crodesinda, Crotario, Grodegando, Roberto, Rodaide, Rodardo, Rodberga, Rodburga, Roddruda, Rodelmo, Rodgrimo, Rodmanno, Rodmundo, Rodoaldo, Rodolfo, Rodrado, Rodrigo, Roduardo, Roduino, Rolando, Rosalinda, Rosendo, Roswitha, Rotbaldo, Rotfrido, Rotgarda, Rotgaudo, Rotgiso, Rotilde, Rotmaro, Ruadlauga, Ruggero                                                               | Ellinrod, Engilrod, Gifrodo, Kisalhrod, Theotrod | Hrodo, Rosalia                                                    | Attestato dal V secolo, molto diffuso, di gran lunga più frequente in prima posizione; forse mescolato con rot ("rosso"). |
| hrom, hruom                                                                                                   | gloria, fama                                                               | Romacario, Romarico, Romilda, Romualdo, Romulfo, Rumberto, Rumbold | |                                                                   | Attestato nel V e soprattutto nel VI secolo. |
| hug, huc | spirito, mente, anima, pensiero, cuore                                     | Hugilind, Ubaldo, Uberto, Ugardo, Ugisinda | Adalhug, Amalhug, Anseluco, Ansthugi, Anthugi, | Ugo                                                               | |
| huld, uld, hold                                                                                               | fido, propizio oppure grazioso, pietoso                                    | Holdagard, Holdelinda, Holdulf, Oldesinda, Oldigerno, Ulderico, Uldrada | Engilhult, Othelhulda | Holdo                                                             | Confondibile con ald e wald |
| hun | Incerto                                                                    | Umberto, Umfredo, Unegunda, Ungario, Unibaldo, Unimondo, Unnerico, Unulfo, Unvaldo | | Huno, Umbelina                                                    | Tra le varie ipotesi, potrebbe far riferimento agli Unni, oppure significare "gigante", "forza", "guerriero" o "cucciolo d'orso". |
| hund | Incerto                                                                    | Honthard, Huntbaldo, Huntberto, Undulfo | Erlunt, Frichunt, Madalhund, Wilhund | Hundo                                                             | Forse correlabile a hun, chun o un; alternativamente, derivabile dai termini gotici hunds ("cane") o hunþ ("preda"). |
| hwelp, hwelf, welf                                                                                            | cucciolo                                                                   | Guelfardo, Welpfrid | Alvilf, Berenvelf, Dagwelp | Guelfo                                                            | |
| id, it | lavoro, operosità                                                          | Ibaldo, Idelindis, Idiburga, Idulfo, Itaberga, Itamaro, Ithar | | Ido, Ida, Idisclo                                                 | |
| idis, itis | femmina, donna                                                             | Idisburga, Idislind, Itisberga | | Itis                                                              | Vedi anche dis. |
| im |                                                                            | Emeardo, Emichilde, Emmerammo, Emrico | | Imico, Imino, Imizo, Immo                                         | Potrebbe derivare da irmin. |
| ingo, ing | Teoforico                                                                  | Ingeborg, Ingemar, Ingeramo, Ingobaldo, Ingoberto, Ingobrando, Ingolf, Ingrid, Ingunda | / | Inge, Ingizo                                                      | Elemento teoforico, riferito al dio Yngvi; presente solo in prima posizione, nei nomi che terminano in -ing e -inc è invece un semplice suffisso maschile indicante generazione o appartenenza (si tratta quindi di nomi monotematici). Ha un simbolo runico: ingwaz ᛜ. |
| irm, irim, erm, erme                                                                                          |                                                                            | Eremburga, Ermarico, Ermecario, Ermedrammo, Ermemaro, Ermifrido, Ermoaldo, Ermolando, Irimberto, Irmifrido | | Emma, Ermelina, Ermo, Irma                                        | È un'abbreviazione di irmin; nella forma erm è confondibile con erin (era). |
| irmin, ermen, armin                                                                                           | Intero, universale, completo, oppure teoforico                             | Armenfredo, Ermelinda, Ermenbaldo, Ermenberto, Ermenegildo, Ermengarda, Ermengario, Ermengaudio, Ermengisa, Ermenoara, Ermenrado, Ermenulfo, Ermesinda, Ermentrude, Erminsuinda, Imelda, Irminbardo, Irminburga, Irminoldo, Irminrico | | Arminio                                                           | Potrebbe essere un nome teoforico, riferito a Irmin, uno dei nomi di Odino (si veda Irminsul), oppure essere basato sull'elemento irmin, ermen ("tutto", "universale", "grande"), da cui deriva Irmin stesso. |
| is, isan, isal, ysan, isam, isen, isem, ysem                                                                  | ferro oppure ghiaccio                                                      | Isalgrim, Isamberto, Isanardo, Isanbald, Isanfrid, Isanilde, Isanrico, Iselgarda, Iselinda, Isemberga, Isigildis, Isimondo, Isintrude, Isotta, Isuardo | |                                                                   | Identificazione dubbia, è possibile che sia un misto di più elementi diversi: isan ("ferro", il più comune), is ("ghiaccio") e isal (un derivato di gisal). |
| iv, iw, ib | tasso (albero)                                                             | | | Iva, Ivo                                                          | Förstemann lo considera oscuro, forse assimilabile ad ab. |
| jord | Incerto                                                                    | Jordildis, Jordoin | | Giordane                                                          | Si è ipotizzata una connessione con il norreno jördh ("terra"), ma è improbabile che i Franchi (fra i quali si ritrova questo elemento) abbiano potuto acquisire un elemento norreno; il nome "Giordane", che venne portato da uno storico del VI secolo, è stato forse alterato per associazione con il nome Giordano (di tutt'altra origine). |
| jung | giovane                                                                    | Juncram, Jungericus, Jungman, Jungulf | | Jungo                                                             | |
| lac, lah, lach                                                                                                | Forse ospite, visitatore                                                   | | Alolach, Burgalah, Gundalah, Richolach, Sigilach |                                                                   | Attestato solo in seconda posizione, quasi esclusivamente al maschile. |
| laic | giocare                                                                    | Laigoberto | Amalleih, Antlaicus, Fridileih, Frotlaicus, Godolec, Gundelaicus, Isanleih, Radleich, Theutleich, Widolaic | Laico                                                             | Più comune in seconda posizione, dove è perlopiù maschile. |
| laif, leif, leifr                                                                                             | reliquia, superstite, erede                                                | Laiboino, Laibulfo | Baudoleif, Dagalaif, Elof, Gleb, Haudleif, Marcoleif, Olao, Reginleif, Torleif | Leif                                                              | Confuso con liub. |
| laith | ostile, pericoloso                                                         | Laidrado, Laidulfo, Ledoaldo, Leitrude, Letardo, Letberto, Letfrido, Letmodo, Letoerico | Ansleth, Berthlede, Crotleid, Wolfleit | Laitu                                                             | |
| land | terra                                                                      | Lamberto, Lamboldo, Landeberga, Landechilde, Landerico, Landetrude, Landoaldo, Landoardo, Landolfo, Landrado, Landsuinda, Landuino, Lanfranco, Lanfrido, Lantacario | Bertlanda, Ermolando, Frotlando, Gerlando, Gotlando, Grimlando, Rolando, Teutlando | Lando, Landolino, Lanzo                                           | Attestato dal V secolo, piuttosto comune a partire dal VII; in seconda posizione è quasi esclusivamente maschile. |
| laug, lauc, loc                                                                                               | nascosto                                                                   | Lauganperht | Alblaug, Badeloch, Gerlaug, Gundlauc, Hiltilauc, Ratlauga |                                                                   | Dal gotico laugns; forse ricollegabile anche al gotico laugs ("bagno", "lavacro", con la possibile interpretazione di "lavaggio" o anche di "puro"); è attestato da dopo l'VIII secolo, pressoché solo in seconda posizione e in nomi femminili, nelle zone del Fulda e di Weißenburg; è di facile confusione con loh. |
| lew, lewon, levon                                                                                             | leone                                                                      | Leoaldo, Leogisilo, Leolfo, Leonardo, Leonilda | Cuntileo, Rotleu, Wehileo |                                                                   | Questa radice è un prestito dal latino leo, o comunque è imparentata con essa. |
| lind, lint | Incerto                                                                    | Lindardo, Lindoaldo, Lindolfo | Adelinda, Belinda, Dagalinda, Eberlinda, Ermelinda, Ferlinda, Fredolinda, Gelindo, Gundelinda, Iselinda, Ottolinda, Regelinda, Rodelinda, Rosalinda, Sigilinda, Teodolinda | Linda                                                             | Ritrovabile principalmente in seconda posizione, dove è quasi solo femminile (Förstemann attesta due maschili su 143 nomi). Il significato non è sicuro, potrebbe essere ricollegato a lint ("serpente", "drago", "basilisco"), lind ("gentile", "dolce", "morbido") o lind ("fonte", "sorgente"); frequente anche la connessione con lind ("tiglio", e per estensione "scudo di legno di tiglio"), che però Förstemann definisce "insensata". È facilmente confondibile con liud a causa della somiglianza grafica fra n e u.                                                                             |
| liub, lub, leub, liup                                                                                         | caro, amato                                                                | Leobilde, Leopardo, Leopario, Leovigildo, Liafburga, Liebgarda, Liobgero, Liopdag, Liupdruda, Lupoaldo | Adalliub, Filuliub, Gottlieb, Hrdoliup, Meginliub, Percliub, Zeizliup | Liuba                                                             | |
| liud, leud, leod                                                                                              | gente, popolo                                                              | Leodegario, Leodegisilo, Leoderico, Leodobodo, Leodomaro, Leopoldo, Leotario, Leotilde, Leudranno, Liduina, Liudoaldo, Liudolfo, Liutardo, Liutberga, Liutberto, Liutdruda, Liutfredo, Liutprando, Liutsinda, Lutgarda | Adaleodo, Vulfoleudo | Liudo                                                             | Attestato quasi solo in prima posizione; si è talvolta confuso con gli elementi liub, hlod e liuz. |
| liuz, lioz, leoz                                                                                              |                                                                            | / | Adallioz, Hroadleoz, Raginleoz, Richloz, Wolflioz |                                                                   | Forse correlabile a liud. |
| loh, loc, lohc                                                                                                | bosco sacro                                                                | / | Adalloh, Anselucus, Berahtoloh, Erchanloh, Folcholoh, Gundeloh, Heriloch, Hruodaloh, Liutoloh, Nordoloh, Sigiloh, Walteloh, Wovoloh |                                                                   | |
| magan, magin, megin, main, mein, magn                                                                         | forza                                                                      | Maginario, Magingaudio, Maginulfo, Magnerico, Magnoaldo, Mainardo, Mainberto, Mainboldo, Mainsinda, Manfredo, Meginbodo, Meginburga, Megintrude, Meinrado, Meinverco | | Magino, Maino, Manetto                                            | Forse connesso anche all'elemento mag |
| mahal | patto, accordo                                                             | Mahabalth, Mahaldrud, Mahalfrid, Mahalgoz, Mahalpirc, Mahalscalch | / |                                                                   | Diffuso soprattutto fra i Bavari, assente fra i Sassoni e i Franchi occidentali; potrebbe essere ricondotti qui anche alcuni nomi comincianti per mal-. |
| maht, mact, macht, mat                                                                                        | potenza                                                                    | Mactolfo, Mahtperto, Matfredo, Matilde, Matsuinda, Medardo | |                                                                   | |
| man, mann | uomo, maschio                                                              | Managoldo, Manechilde, Manileubo, Maniperto, Manrico | Adalmano, Alamanno, Altmanno, Angilmanno, Balmanno, Carlomanno, Ermanno (Armando), Folcmano, Germano, Gislemano, Godemanno, Hartmann, Ildemanno, Lagarimano, Normanno, Ricmanno, Rodmanno, Sigimano, Trutmano | Manno                                                             | Attestato sin dal I secolo col nome monotematico Manno, poi dal IV con Lagarimano, dal VII diviene abbastanza frequente. È presente in entrambe le posizioni, ma largamente più diffuso in seconda (Förstemann conta 132 nomi contro 16, 25 contando i monotematici); in questi ultimi casi, potrebbe in realtà ricollegarsi all'alto tedesco antico māno ("Luna"). |
| mar, mari, maer, mærr, mer, meri, mir                                                                         | famoso, illustre                                                           | Marabaudo, Marilda, Marileifo, Maroaldo, Marobodo, Marulfo, Meripurga, Meridrude, Meriswind, Merofleda, Merovico | Adelmiro, Ademaro, Agilmaro, Aldemaro, Andemaro, Angelmaro, Audomaro, Austrimiro, Baldomero, Baudomero, Carimero, Folcmaro, Garimaro, Gisalmaro, Gundemaro, Ildimaro, Ingemar, Itamaro, Leudomaro, Ramiro, Salamiro, Segimero, Sigismaro, Sisimiro, Tammaro, Tautomero, Teodemaro, Trutmaro, Ursmaro, Vadomaro, Valamaro, Valdemaro, Villimaro | Maro                                                              | Attestato fin dal I secolo; presente in ambo le posizioni ma specialmente in seconda, dove è solo maschile, con 185 nomi attestati da Förstemann. La forma mer era tipica dei Goti; la forma mir, inoltre, è facilmente confondibile con la radice slava mir ("pace" e "mondo", come in Vladimiro e Casimiro). |
| marah, mark, marc                                                                                             | confine, limite e anche cavallo                                            | Marcardo, Marcario, Marcatrude, Marcbodo, Marcboldo, Marchilde, Marcolfo, Marcomaro, Marcovaldo, Marcrado, Marquardo | Childomarcha, Egilmarc, Valdamarca | Marco (coincidente con il nome di origine latina Marco)           | Confluiscono qui due diverse radici. |
| math, mat, mad, med, maeð                                                                                     | onore, riverenza, rispetto                                                 | Madegisilo, Madelmo, Madoland, Matasunta, Matfrido, Mathere, Mederico, Mediberga, Medovico, Medualdo, Medulfo | Automad, Deomad, Gundomado, Herimat, Hugimat, Leudomado, Sisimatis, Teutomato, Welimad, Wiomad | Matto                                                             | Difficile da distinguere da maht |
| mathal, madal                                                                                                 | mercato                                                                    | Madalardo, Madalberga, Madalberto, Madalfredo, Madalgarda, Madalgario, Madalgaudo, Madalrico, Madalveo, Madalvino, Madalulfo, Madelgiso | Cunimadal, Rimadal (unici casi) |                                                                   | Parzialmente confuso con math. |
| maur | Incerto                                                                    | Maurbert, Maurlach, Maurlindis, Maursinda, Mordranno, Morhard, Morolf | | Maur, Mauring, Morico                                             | Comune, ma dal significato incerto; forse riconducibile al tedesco antico môr ("etiope") e imparentato con il latino maurus (da cui Mauro). |
| mild, milde                                                                                                   | gentile                                                                    | Milburga, Mildgytha, Mildred | Radamildis |                                                                   | Di uso scarsissimoo fra le tribù germaniche, più comune fra gli anglosassoni. |
| mod, mot, muot                                                                                                | mente                                                                      | Modegisilo, Moderico, Modoaldo, Modoino, Mothar, Muotsuinda | Adelmodo, Angilmodo, Bermodo, Faramodo, Germodo, Hartmut, Helmut, Ragnemodo, Sigimodo |                                                                   | Attestato dal IV secolo, maggiormente in seconda posizione (103 nomi contro 25). Potrebbe essere confuso con mund. |
| mun | Incerto                                                                    | Monaldo, Monefonso, Monegonda, Monethrude, Muniberto, Munifredo, Munihari, Muniswind, Munrico, Munulfo | / | Muning, Muno                                                      | Diffuso in particolare nei dialetti meridionali; il significato è dibattuto, forse "piacere", "amabile"; oppure "volontà", "volere"; oppure "saggezza", "pensiero". |
| mund, mond | protezione, o forse anche bocca                                            | Mondoaldo, Munderico | Agimondo, Angilmondo, Arimundo, Baudemondo, Berimondo, Blitmondo, Boemondo, Cunimondo, Erlemondo, Faramondo, Frotmundo, Garimondo, Gaudemondo, Gensimondo, Gismondo, Gudmund, Ildimundo, Iselmondo, Liudmundo, Osmondo, Radmondo, Raimondo, Ricmondo, Rodmundo, Rosmunda, Saramundo, Sigimondo, Sigismondo, Teodemondo, Teomondo, Trutmundo, Vermondo, Vistremondo, Willimundo | Mundo                                                             | Attestato dal III secolo; maggiormente presente in seconda posizione, dove è perlopiù maschile (149 nomi contati da Förstemann, di cui cinque femminili). Occasionalmente confuso con mod. |
| nanth, nand, nant                                                                                             | coraggioso, audace                                                         | Nandgario, Nandrado, Nanduino, Nandulfo, Nantario, Nantelmo, Nantigiso, Nantilde | Adalnando, Ferdinando, Folcnando, Gernando, Gundinando, Siginando, Teodenando | Nando                                                             | Attestato dal V secolo. |
| nard, narth                                                                                                   |                                                                            | Nardabert, Nardgaot, Nardolfo, Narthildis | | Da qui anche il nome moderno Hertha                               | Forse riferito alla dea Nerthus; confondibile con nord. |
| nid, nit, nith                                                                                                | invidia                                                                    | Nidgaro, Nidperht, Nitardo, Nitfalia, Nithbald | Bennid, Gernid, Hartnid, Hunnid, Pertnid, Wasnid |                                                                   | |
| niw, niwi, niu, nia                                                                                           | nuovo                                                                      | Nibumir, Niviard, Nivulf, Niwirat, Niwirich | Adalniu, Baudonivia, Cunnia, Eburni, Fridiniuui, Folcniu, Frowini, Hildiniuui, Liubniu, Odalniu, Oltniwi, Reginniu, Siginiu, Teudonivia, Vuldarniu, Werinniwi, Zeizniuui | Nevi, Nivo                                                        | La radice è la stessa del greco νέος (neos). È più diffuso in seconda posizione, dove è solo femminile e può anche significare "vergine"; in seconda posizione è documentato solo dal VI all'XI secolo, attestato nelle forme niuui e niu fra i Franchi e gli Alemanni, ni fra i Longobardi e ny fra i Norreni, mentre è assente fra i Sassoni e gli Anglosassoni. Si noti inoltre che in alcuni casi si è generata confusione con il semplice suffisso aggiuntivo -n. |
| nod, not, hnod                                                                                                | vincolo, necessità oppure scuotere, agitare oppure genere, stirpe, nascita | Nodbaldo, Nodberto, Nodulfo, Notburga, Notgero, Nothar, Nothart, Nothgrim, Notiliub | Adalnot, Ellannod, Erchanot, Fridanot, Gernot, Glisnod, Herenod, Irminoth, Leobnod, Sigenot, Vulfnoth | Noding, Nodisma, Noto                                             | Attestato solo dal VI secolo. |
| nor |                                                                            | Norgildis, Norigaudo, Nortrude | | Norinc                                                            | In molti casi costituisce una derivazione di nord; assente fra i Sassoni e i Franchi occidentali. |
| nord, nort | nord, settentrione                                                         | Norberto, Nordoldo, Nortuino, Norfredo, Normanno, Nortbaldo, Nortiero, Nortilde, Nortsuinda | | Nordo                                                             | Confuso con nard e nor. |
| othal, odal, odil, udal, uodal                                                                                | patria                                                                     | Odalardo, Odalberga, Odalberto, Odalfrido, Odalgario, Odalgiso, Odalhari, Odalhilt, Odalpaldo, Odalpato, Odalpurga, Odalrado, Odalrico, Odalscalco, Odalsinda, Odaltrude, Odalvino, Odelgarda, Odelgrimo, Odelwidis, Odilelmo, Udolsuinda, Ulrico | | Odilia                                                            | Possibile la confusione con aud, euth e wad. |
| pasc | Pasqua                                                                     | Pascoin, Pascuildis, Pascuwialh | |                                                                   | Entrato in uso con l'avvento del cristianesimo. |
| rad, rath, rat, raed, raet, ræd                                                                               | consiglio                                                                  | Radaberga, Radagaiso, Radamildis, Radbaldo, Radberto, Radegonda, Radigero, Radmondo, Radoaldo, Radobodo, Raduardo, Raduino, Radvico, Raterio, Ratgarda, Ratgario, Ratgiso, Rathaidis, Ratilde, Ratleico, Ratmaro, Ratrammo, Ratsuinda, Rattrude, Raul | Agnetrada, Aimrado, Aldrado, Alfredo, Amalrada, Andrado, Ardrada, Badarado, Baldrado, Bertrada, Burgrado, Corrado, Electrado, Ercanrado, Ermenrado, Etelredo, Fastrada, Frangerada, Fulcrada, Gailrada, Gardrado, Gastrardo, Giltrada, Gunderada, Ildrada, Ilmerado, Laidrado, Landrado, Marcrado, Meinrado, Nandrado, Odalrado, Rodrado, Sigirado, Starcrado, Suinderado, Tancredi, Teodrado, Valarado, Valdrada, Viborada, Vilrado, Vulfrado | Radingo, Rado                                                     | Molto diffuso in ambo le posizioni e per ambo i generi, attestato dal V secolo; a volte confuso con hrad. Presente anche tra gli anglosassoni nella forma ræd. |
| rag, rac |                                                                            | Racolfo, Raghilde, Ragibaldo, Ragiberto, Ragitruda | Herirach, Safraco, Sibrah, Sidrac, Tiotrach, Vulforacus | Raco, Ragio                                                       | In parte da wrag, in parte una forma primitiva di ragan. |
| ragan, ragin, regin, rein, rain, ragn                                                                         | consiglio                                                                  | Raganberga, Raganfrido, Ragengarda, Ragentramo, Raginbodo, Raginolfo, Raginsinda, Ragnegisilo, Ragnemodo, Ragnerico, Ragnoidis, Raimberto, Raimburga, Raimondo, Rainardo, Raingero, Rambaldo, Ramiro, Raniero, Regelinda, Reginbero, Reginelmo, Regingozo, Regingunda, Reginniu, Reginpato, Reginsuinda, Regintrude, Reginvardo, Reinilde, Rembrandt, Rinaldo (Reginaldo)                        | Wolfregin (unico caso) | Regina, Regino, Reginzo                                           | |
| raid, reid, rait, reid                                                                                        | organizzare, ordinare                                                      | Raidulfo, Raitwin, Reideberto, Reidker | Herireit, Sigirait | Raido                                                             | |
| ram | forte                                                                      | Ramerico | | Rami, Rammilinc, Ramo                                             | Spesso derivato da hraban o ragan, anche se in alcuni casi è una radice indipendente; confuso anche con rim. |
| rand | orlo di scudo                                                              | Randolfo, Randrud, Randuico, Rantbert, Rantgar, Rantgardis, Rantguda, Rantgunda, Rantilde, Rantalach | Baldrando, Bertrando, Dauferanda, Herirand, Sigranda, Valerando, Vulfrando | Rando                                                             | |
| ric, rik, ríkr, rig, hric                                                                                     | potente, potere, dominio, ricco                                            | Regesvindo, Ricbaldo, Ricbodo, Ricburga, Riccado, Riccardo, Riccaredo, Ricfredo, Ricgarda, Richelmo, Richilde, Richmodis, Richolach, Richloz, Riclinda, Ricmanno, Ricmaro, Ricmondo, Ricoldo, Ricpero, Ricramno, Ricsinda, Ricuino, Riculfo, Rigaberga, Rigoberto, Rihhaid, Riziero | Abbarico, Adalrico, Adarico, Aderico, Aelrico, Agerico, Agnerico, Ailrico, Alarico, Alberico, Alderico, Amalrico, Arderico, Asterico, Baturico, Balderico, Benerico, Bonarico, Brunrico, Caletrico, Cararico, Castrico, Childerico, Cyneric, Eborico, Edric, Elmerico, Emrico, Enrico, Erarico, Eric, Ermarico, Eurico, Eutarico, Federico, Floderico, Framerico, Frumerico, Gauarico, Gelderico, Genserico, Godric, Gunderico, Irminrico, Isanrico, Landerico, Leoderico, Leoterico, Madalrico, Magnerico, Maiorico, Manrico, Mederico, Moderico, Munderico, Odalrico, Odorico, Poterico, Ragnerico, Rodrigo (Roderico), Romarico, Sabarico, Sigarico, Sinderico, Teodorico, Ulderico, Ulrico, Unnerico, Valerico, Vulfrico | Richeza, Richilo, Rico                                            | Ampiamente diffuso in tutte le tribù germaniche (eccetto i Franchi occidentali, dove è più raro) e ben attestato in ambo le posizioni; forse imparentato col celtico rix ("re", come in Vercingetorix). In seconda posizione è quasi solo al maschile (solo due nomi femminili su 210). |
| ros | Incerto                                                                    | Rosalinda, Rosmunda, Rosperga, Rosperto | Baudorosena, Modorosena, Teudorosena | Rosa, Rosanna (coincidente con il nome composto italiano Rosanna) | Potrebbe essere riconducibile a hors (vedi), oppure significare "rossore" o "rosso". |
| run, rún | mistero, segreto                                                           | Runfrido, Runtrude, Runualdo | Alaruna, Aldruna, Balderuna, Bauderuna, Childeruna, Dommoruna, Fridruna, Goldruna, Gudrun, Heidrun, Liutruna, Sigrun, Teoderuna, Wolfruna |                                                                   | Attestato fra i Franchi, e piuttosto diffuso anche in Scandinavia. Al secondo posto è prevalentemente femminile. |
| sahs, sax, sex                                                                                                | Etnico riferito ai Sassoni                                                 | Sahsarich, Sahsbert, Sasprando, Saxobodo, Saxwalo, Sexburga, Sexulfo | | Sahsinna, Saskia, Saxo                                            | L'etnonimo dei Sassoni deriva a sua volta dal germanico sahs, "coltello". |
| said, seid, seito                                                                                             | laccio, cappio, corda, trappola                                            | Seiard, Seibert, Seifrid, Seiher, Seimundo, Seyrannus, Seywald | | Saidra, Seito                                                     | Confuso con sig |
| sand, sad, sod, sadal, sadar                                                                                  | vero                                                                       | Sadalfrid, Sadrabold, Sadreberga, Sadregisil, Sadrigardis, Sandarat, Sandebert, Sandheri, Sandolt, Sodwerc | Adalsad, Baldasad, Godalsado, Hersand, Noltsandra, Waltsad | Sando, Sanzo                                                      | |
| scalc, scalh                                                                                                  | servo                                                                      | Scalcomanno | Adalscalco, Engilscalco, Godescalco, Hiltiscalh, Mahalscalch, Marscalco, Odalscalco, Walscalch | Scalco                                                            | Attestato dal VII secolo, comune fra Bavari e Alemanni, raro fra Sassoni e Franchi occidentali. |
| sig, sigr, sigil, sigis, sigur                                                                                | vittoria                                                                   | Segestes, Segimero, Sicaro, Sichelgayta, Sigarico, Sigberga, Sigberto, Sigelmo, Sigfrido, Sigiardo, Sigibaldo, Sigibaudo, Sigibodo, Sigibrando, Sigiburga, Sigideo, Sigifolc, Sigilda, Sigileih, Siginando, Siginulfo, Sigipato, Sigirado, Sigiranno, Sigismondo, Sigitrude, Sigivaldo, Sigivino, Sigivulto, Signy, Sigrid, Sigrun, Sigurd                                                       | / (Comosicus e Haursig sono possibili eccezioni) | Ségolène, Sigo, Sigilo, Sigur                                     | Molto presente anche nell'onomastica scandinava. Occasionalmente confuso con sew e said. |
| sind, sint, sinds, sinþs, sid                                                                                 | accompagnato, guardato, servito oppure sentiero, via                       | Sidelinda, Sindacar, Sindberto, Sindebaldo, Sindeberga, Sindefredo, Sinderado, Sinderico, Sindramo, Sindualdo, Sindulfo, Sintilde | Acsindo, Adosinda, Amalsinda, Belisenda, Bonesindo, Clodesinda, Crodesinda, Eilsinda, Erchensinda, Eresinda, Ermesinda, Framesindo, Frawisinda, Gumesindo, Gundesinda, Lantsinda, Liutsinda, Mainsinda, Odalsinda, Raginsinda, Ricsinda, Rosendo, Tructesindo, Ugisinda, Warsinda | Sindo                                                             | In seconda posizione perlopiù femminile, anche se non mancano i maschili; frequentissima la confusione con swind. |
| sol | Sole                                                                       | Solberta, Solburg, Solimarius | | Solimia, Solio, Solisma                                           | |
| son, suon, soun                                                                                               | giudizio                                                                   | Sonichilde, Sonifredo, Sonilindis, Sonperht, Sonpurc, Sonulfo, Suongarta | Engilson, Irmanson, Purcsona | Sona                                                              | Spesso difficile da distinguere da swan. |
| starc | duro, fermo                                                                | Starcando, Starcardo, Starcberto, Starcfrido, Starchar, Starcharich, Starchelm, Starchilde, Starcmot, Starcrado, Starculfo | | Starco                                                            | |
| stil | fermo, silenzioso, tranquillo                                              | Stilburg, Stillimot | | Stilico, Stilla                                                   | |
| sund, sundar                                                                                                  | sud                                                                        | Sumthahar, Sumthulf, Sundarger, Sundaroldo, Sundraberto, Sunthard, Sunthildis | | Sundo, Sunzo                                                      | |
| swan, svan, suan, soan                                                                                        | cigno                                                                      | Suanabald, Suanaburga, Svanaloug, Swanagarda, Swanager, Swanhild, Swanupraht | | Soana, Suanila, Sueno                                             | Spesso difficile da distinguere da son; confuso anche con suni e sunn. |
| swind, swinþ, swinth, svind, suind                                                                            | violento, rude, forza                                                      | Suinderado, Suinperto, Suinterio, Suintila, Suitardo, Suitbaldo, Svidigero, Swidburga, Swidmot, Swinþila | Adalsvinda, Altsuinda, Amalasunta, Bersvinda, Bertsvinda, Biliswinda, Burcsuinda, Clodesvinda, Ellensvinda, Elmsuinda, Erminsuinda, Fransvinda, Fredesvinda, Gersvinda, Goisuinda, Gundesvinda, Landsuinda, Matasunta, Muotsuinda, Nortsuinda, Otsvinda, Raginsuinda, Ratsuinda, Regesvindo, Ricsvinda, Roswitha, Teutsuinda, Udolsuinda | Suintilo                                                          | Forse riconducibile anche a suid ("strage", "distruzione"); spesso confuso con sind e con sund. Più diffuso in seconda posizione, dove è quasi solo femminile (solo due maschili contati da Förstemann). |
| thanc, tank, danch                                                                                            | pensare, pensiero                                                          | Dangwelp, Tancberto, Tanchilde, Tancoardo, Tancredi, Tanculfo, Tangburga, Tammaro, Thancbald, Thancheri | Filudanch, Godedanc, Luitdanc, Muatdanc, Ricchitanc, Wolfdanc | Tancila, Thanco                                                   | |
| thiu, diu, theu, deu                                                                                          | servo                                                                      | Diemota, Thiolind, Thiuburg, Thiulf | Adaldeo, Angildeo, Alateo, Gotadeo, Grimdeo, Hugideo, Ilditio, Lupedeo, Odoteo, Peradeo, Raganteo, Sigideo, Valateo |                                                                   | Scarsamente attestato in prima posizione, probabilmente anche per la confusione con thiuda; in seconda è attestato dal IV secolo, egualmente maschile e femminile, tuttavia era frequente la confusione con il greco θεός (theòs, "dio"). |
| thiuda, thiud, theud, teut, teot, deot, diet, þeud                                                            | gente, popolo                                                              | Deodoino, Dietelmo, Dieter, Teobaldo, Teodado, Teodago, Teodaldo, Teodefrido, Teodegonda, Teodemano, Teodemaro, Teodemondo, Teodesinda, Teodilde, Teodoardo, Teodolfo, Teodolinda, Teodorico, Teogero, Teogiso, Teotardo, Teotbodo, Teotperto, Teudegrimo, Teudigiselo, Teudobaudo, Teudonivia, Teudrado, Teutberga, Teutgarda, Teutgaudo, Teutlanno, Teutranno, Teutsuinda, Teutrude, Tietburga | Irmindeot, Uerdeot (unici casi) | Teoda, Teodico, Teodila, Teodingo, Teudo, Tiezelino               | |
| thrafst | consolare, consolazione                                                    | Thrasteberga | | Trasftila                                                         | |
| thunar, þonar, þunir, þór, donar, dunr                                                                        | tuono                                                                      | Donarad, Donarperht, Thunerulf, Torbjörn, Tore, Torgeir, Torgny, Torkel, Torleif, Tormod, Torsten, Torvald, Truls, Tyra, Þórarin, Þórhall, Þórfinnr, Þórvarðr | Albthonar, Halldor | Thor                                                              | Di scarsa diffusione nei nomi germanici meridionali, molto usato invece in quelli norreni. Attestato dal secolo VIII o IX, assai diffuso in Scandinavia tra il X e XI secolo; spesso teoforico, riferito al dio Thor. Ha un simbolo runico: thurisaz ᚦ. |
| thurs, thuris                                                                                                 | gigante                                                                    | Thusnelda, Torisario, Turisinda, Turismondo | |                                                                   | Confuso con thras |
| ul | gufo                                                                       | Ulberga, Ulberta, Ulgisalo, Uliari, Uligango, Uliteo, Ulmaro | | Ulia, Ulinc                                                       | Occasionalmente confuso con vilja e con ual. |
| urs |                                                                            | Ursitrude, Ursmaro, Ursoaldo, Ursperto, Ursulfo | | Orso, Ursicino, Ursino                                            | In alcuni casi può costituire un prestito dal latino ursus ("orso"), per tradurre il corrispondente elemento bera; tuttavia la sua diffusione fa pensare anche a un'origine propriamente germanica, ad esempio come derivato dell'elemento hors. |
| vacar, wacar                                                                                                  | vigile, attento                                                            | Wacarolf | Elisacaro, Odoacre | Wachar                                                            | Può anche risultare da un allungamento di vac; spesso vengono erroneamente ricondotti qui nomi che terminano con hari |
| valah, val, wal, gual                                                                                         | viaggiatore, straniero                                                     | Gualeranno, Gualfredo, Valamiro, Valchero, Valchigiso, Valdruda, Valerico, Valiperto, Valmundo, Walaruna | Altwalh, Bernoalo, Chramwalaho, Egiswalah, Fridowalh, Nordolh, Reginwalch, Ricwal, Teodwal | Guala                                                             | Possibile la confusione con vald; in seconda posizione, dove appare come -walah, -walh, -olh, -alh e -volh (confuso in parte con fulc), è prevalentemente maschile. |
| vald, wald, weald, valt, walt, waltan, gualt, oald, old                                                       | regnare, dominare                                                          | Gualberto, Gualsinda, Gualtiero, Valdegaro, Valdemaro, Valderico, Valdifredo, Valdrada, Valdrano, Valdrude, Valdulfo, Valpurga, Valtilde, Valtrude, Waltbrinna | Agioaldo, Aimoaldo, Aldualdo, Ansaldo (Osvaldo), Andualdo, Arnaldo, Aroldo, Austrovaldo, Baldoaldo, Bertoldo, Bonaldo, Burgoaldo, Cadoldo, Castaldo, Clodoaldo, Eginaldo, Elmoldo, Ermoaldo, Etelvoldo, Evaldo, Faroaldo, Folcaldo, Frumoldo, Gaidoaldo, Gesualdo, Giraldo, Gisloaldo, Godoaldo, Grimaldo, Gundovaldo, Irminoldo, Landoaldo, Leoaldo, Lindoaldo, Lupoaldo, Magnoaldo, Marcovaldo, Modoaldo, Monaldo, Mondoaldo, Nordoldo, Picoaldo, Radoaldo, Ramuoldo, Ricoldo, Rinaldo (Reginaldo), Rodoaldo, Romualdo, Sigivaldo, Sindualdo, Teodaldo, Unvaldo, Ursoaldo, Vigoldo, Vitoldo, Vivaldo, Vulfoaldo, Winevold | Valdo, Valdoleno, Valtingo                                        | Uno degli elementi più antichi, attestato, con Cariovalda (Aroldo) e Catualda sin dal I secolo; molto ben attestato, specie in seconda posizione, dove è quasi esclusivamente maschile. Non è correlato all'antico tedesco wald ("foresta", "selva"), ma può comunque essere confuso con svariate altre radici, quali ald, bald, gald, halid, huld e valah. |
| vand | Etnico riferito ai Vandali o ai Venedi                                     | Vandeberto, Vandemaro, Vandrico, Vendulfo, Wandedrudis, Wandefrid, Wandegildis, Wanther, Wanthildis | Kaerwant (unico caso) | Wanda, Wanzo                                                      | |
| vandal |                                                                            | Guendalina, Vandalarico, Vandalario, Vandalberga, Vandalberto, Vandalmaro, Vandelmoda, Vendelgarda, Wandalbold, Wandaburgis, Wandalgar, Wandavalveus, Wentelswint | Aurendil, Gerwentila, Kerwantil | Vandala, Vandalo, Wendelin                                        | Molto probabilmente un'estensione di vand. |
| vandar, vandr                                                                                                 |                                                                            | Vandreberto, Vandregisilo, Wandregerdis, Wandrehar, Wandrehard, Wandremar, Wandrevold, Wandrulf | | Wandrisma                                                         | Probabilmente un'estensione di vand. |
| var, war, ver                                                                                                 |                                                                            | Varburga, Varulfo, Vermondo, Veroldo, Waralind, Waraman, Warbald, Warehildis, Warfrid, Wariland, Warsinda, Weriheri | Allovera, Alvaro, Amalvara, Badoaro, Bertovara, Freiovero, Fulcoara, Geirvar, Grimoara, Hervar, Hildiwara, Landoaro, Leudovera, Radoaro, Rigovera, Rodoaro, Sisivera, Teudoara | Guario                                                            | Probabilmente un miscuglio di diverse radici, fra cui wari ("difendere"), wār ("vero"), warōn ("proteggere", "serbare"), war ("abitazione"), wer ("uomo", "maschio") e var ("prudenza", "cautela"); attestato soprattutto in seconda posizione (con 85 nomi, di cui 35 femminili). |
| vard, ward, oard, weard, varðr                                                                                | custode, protettore, guardiano                                             | Wartman, Wartrun | Aldoardo, Ælfweard, Astuardo, Bernwardo, Brunward, Burgoardo, Cyneweard, Edoardo, Geboardo, Gisoardo, Godoardo, Grimoardo, Håvard, Halvard, Ildivardo, Isuardo, Landoardo, Marquardo, Raduardo, Reginvardo, Roduardo, Sarovardo, Sigloardo, Sigurd, Taloardo, Teodoardo, Usvardo | Vardo                                                             | Attestato dal VI secolo, diffuso quasi solo in seconda posizione, dove è sempre maschile; facile la confusione con hard, vird e rad (quest'ultimo per metatesi). Diffuso anche fra gli anglosassoni nella forma weard e fra i norreni come varðr. |
| varin, warin, werin, weren, guarin                                                                            |                                                                            | Guarniero, Varentrude, Varimberto, Varinardo, Veranilda, Verenfrido, Verengaoto, Vernulfo, Werimboldo, Warmemberga, Werinburga, Werinolt, Werinsuith | / | Guarino, Warna                                                    | Forse un'estensione di var, o da wehr ("difesa", una delle radici a cui var può essere rincodotto); confondibile con berin (una variante di bera). |
| vela, wela | bene                                                                       | Velafrido, Veltrude, Welagrim, Welarat, Welegis, Welheid, Weliman | Erchanwela |                                                                   | Imparentato con vola |
| verc, werc | opera, lavoro                                                              | Vergoidis, Werchari | Eilwerc, Friduwerc, Folcwerc, Helmwerc, Hildiwerc, Hrodwerc, Meinwerc, Rainwerc, Thiadwerc |                                                                   | Attestato dal VI secolo. |
| vid, wid, guid, vit, vidis, widis                                                                             | ampio, spazioso oppure legno, bosco                                        | Guidobaldo, Guitberga, Vidbodo, Viderado, Vidgero, Vidiomaro, Viduchindo, Vidulfo, Vitberto, Vitfredo, Vitigiso, Vitigovo, Vitilde, Vitirico, Vitoldo, Widogasto | Adalvida, Alavito, Alduida, Amalguida, Bernoidis, Eloisa, Fredvidis, Gervida, Gisoidis, Haimoidis, Hilduidisi, Hrodoidis, Landoid, Ragnoidis, Rannoidis, Situwit, Vergoidis | Guido, Vizelino                                                   | Possibile confusione con vad; in seconda posizione spesso femminile (con la terminazione in -idis). |
| vic, wig, vicm, veus, veo                                                                                     | battaglia                                                                  | Vicardo, Vichelmo, Vicramno, Vigbaldo, Vigberto, Vicbodo, Vigburga, Vigilinda, Vigirico, Vigmano, Vigmaro, Vigofredo, Vigoldo, Wicdarp, Wicswint, Wigbrando, Wigburg, Wigheri, Wignand | Adalvico, Alavico, Arduvico, Drottoveo, Eadwig, Edvige, Elvige, Eowig, Ervico, Flodoveo, Francoveo, Gundivico, Hartwig, Ludovico (Clodoveo, Luigi), Madalveo, Merovico, Radvico, Reginviga, Sigiwih, Wandalveus | Viggo, Wiebe                                                      | Attestato dal V secolo; possibile la confusione con vid e vih. |
| vilja, vil, wil, will                                                                                         | volontà, desiderio                                                         | Guglielmo, Viliberto, Vilbirga, Vilfredo, Vilgarda, Viligisclo, Villerico, Villibado, Villibaldo, Villicaro, Villiedo, Villigiso, Vilmaro, Vilmundo, Vilpurga, Vilrado, Viltrude, Vilulfo, Willahilt, Willibodo, Williger, Willihard, Williquema, Williswind | Deowilh, Hrethwilj, Pazwil, Tharuila | Willo                                                             | Occasionalmente confuso con vela e viola; usato quasi solo in prima posizione (solo quattro nomi attestati in seconda, di cui solo Hrethwilj è certamente riconducibile a questo elemento). |
| vin, win, uin, oin                                                                                            | amico, compagno                                                            | Vinberto, Vinegiso, Vinfredo, Vinibaldo, Viniberga, Vinigardo, Vinilde, Vinilinda, Vinimaro, Vinofeifa, Vinrico, Wineburg, Winevold, Winiger | Adalvino, Alboino, Alcuino, Alduino, Amalvino, Ansovino, Arduino, Aruino, Audoino, Baldovino, Bertuino, Branduino, Celsuino, Deodoino, Ecuino, Edvino, Eoforwine, Erliwin, Erpwin, Ervino, Fastwin, Frodwin, Frowin, Gebavino, Gildewin, Godwin, Hantwin, Horscwin, Laiboino, Landuino, Liduina, Madalvino, Modoino, Nanduino, Nortuino, Odalvino, Orsuino, Pascoin, Raduino, Ricuino, Rinquino, Roduino, Sigivino, Vulfuino | Wino                                                              | Più diffuso in seconda posizione, dove è prevalentemente maschile (196 nomi, di cui solo 13 femminili, attestati da Förstemann). |
| vird, verd, wirt, wert                                                                                        | degno, nobile                                                              | Virdruth, Werdarih, Werdhilt, Werdman, Werdold, Werther | Geilwird, Herivirt | Werdo                                                             | Confuso con vard. |
| vis, wis | insegnare, istruire, guidare, governare                                    | Guiscardo, Visagunda, Visefredo, Visigarda, Visirico, Visogasto, Visulfo, Visumaro, Wisand, Wisbraht, Wislaus, Wisman, Wisod | Adalvis, Ansois, Balduiz, Bernois, Bledois, Burgviza, Ermenwis, Friduviz, Fulcois, Ganduis, Gervisa, Gotuviz, Gundewiz, Haldowis, Hilduis, Leois, Liobwiz, Madalvis, Odalwis, Ragnois, Sigiwiz, Teudois, Wandalwis | Wiso                                                              | Da wisan; ricondotto anche a wiso ("capo", "signore") e wis ("sapiente", "saggio"); spesso confuso con gis; molto diffuso in seconda posizione (con 54 nomi, di cui 12 femminili), dove però può essere anche riconducibile a wiz ("abile", "esperto") o a wiz ("bianco"). |
| volc, wolc | Incerto                                                                    | Volcoldo, Wolchrad, Wolcilt, Wolcwin, Wolkelohc | |                                                                   | Probabilmente deriva da diverse radici, fra le quali si potrebbero ipotizzare valah (tramite una sincope), folc (tramite errori di scrittura) e wolchan ("nube", tramite una semplificazione). |
| vuld, vulth                                                                                                   |                                                                            | Vuldebert, Vuldegimmus, Vulderad, Vuldulfo, Vultegis | Cuniuld, Sigisvulthus | Uldila                                                            | Forma semplificata di vuldar. |
| vuldar, vuldr, vultr, ultr                                                                                    | gloria                                                                     | Ultrogota (Vultrogota), Vuldarhilt, Vuldarniu, Vulderico, Vuldromod | |                                                                   | |
| vulf, wulf, ulf, volf, wolf, olf                                                                              | lupo                                                                       | Volfado, Volfango, Volfardo, Volframo, Vulfoaldo, Vulfoleudo, Vulfrado, Vulfrico, Vulfuino, Wolfburga, Wolfgan, Wolfgard, Wolfgelt, Wolfleit, Wolfruna, Wulfdag | Actulfo, Adolfo, Agilulfo, Aginulfo, Aidulfo, Aimulfo, Aldulfo, Alidulfo, Ardulfo, Arnolfo, Astolfo, Ataulfo, Austrulfo, Babulfo, Badulfo, Bartolfo, Baugulfo, Bernolfo, Bertolfo, Brandulfo, Burgolfo, Ceolwulf, Clodulfo, Dagaulfo, Edulf, Erchenolfo, Erlulfo, Ermenulfo, Ernulfo, Etelvulfo, Eudulfo, Faraulfo, Fardulfo, Fastulfo, Friculfo, Gaidulfo, Gandolfo, Gardulfo, Gaudulfo, Geldulfo, Gerulfo, Gisulfo, Gomolfo, Grasulfo, Grausolfo, Grimulfo, Grisulfo, Ildolfo, Idulfo, Ingolf, Laibulfo, Laidulfo, Landolfo, Leolfo, Lindolfo, Liudolfo, Mactolfo, Madalulfo, Maginulfo, Marcolfo, Marulfo, Nandulfo, Pandolfo, Raginolfo, Randolfo, Raul, Riculfo, Ringolfo, Roccolfo, Rodolfo, Romulfo, Siconolfo, Siginulfo, Sindulfo, Teodolfo, Trudulfo, Undulfo, Unulfo, Ursulfo, Valdulfo, Varulfo, Vendulfo, Vernulfo, Vidulfo, Vilulfo, Zeizolfo | Ulfo                                                              | Attestato dal IV secolo, comunissimo in entrambe le posizioni; nella seconda (dove su 381 nomi, solo quattro sono femminili) gode di un uso spropositato, dovuto secondo Förstemann dapprima al fatto che il lupo era un animale sacro a Wōdanaz, e poi al suo trasformarsi in un semplice comunissimo suffisso maschile privo di significato. Possibile la confusione con vola, hwelp e, raramente, con vald e vop. |
| vurm, wurm | verme, drago, serpente                                                     | Vurmger, Vurmhari, Vurmhart | Perhturm | Wurm                                                              | Probabilmente riferito al lindworm; comparabile con lind. |
| zeiz, geiz, ceiz                                                                                              | sereno, lieto, tenero                                                      | Geisberto, Zeizbirg, Zeizfrid, Zeizhild, Zeizlind, Zeizman, Zeizmunt, Zeizpurc, Zeizolfo | Adalzeiz, Alazeiz, Unceiz, Wofceiz | Zeizo                                                             | |
| þryþ, þryð, ðryð, thryth, drut                                                                                | forza                                                                      | Drutmund | Cwenthryth, Cynethryth, Elfrida, Ermentrude, Eteldreda, Geltrude, Iltrude, Mildred, Modthryth, Osthryth, Sæthryth, Valtrude |                                                                   | Al secondo posto è solo femminile; possibile confusione con druht, drud, frið e fríðr, nonché con ræð (se combinato con un primo elemento che termina per "d"). |